# Achilleion
Vous lisez un « bon article » labellisé en 2009.
L’Achilleion ou Achilléon (grec moderne : Αχίλλειο / Achíllio, katharévousa : Ἀχίλλειον / Achíllion) est un palais néoclassique de style pompéien situé en périphérie du village de Gastoúri, dans le district municipal d'Achilleio, sur l'île grecque de Corfou.
Construit en 1889-1891 en l'honneur du héros homérique Achille par l'impératrice Élisabeth d'Autriche-Hongrie (plus connue sous le surnom de « Sissi »), il est racheté par le kaiser Guillaume II d'Allemagne en 1907 puis occupé par les troupes françaises et serbes, qui en font un hôpital militaire, pendant la Première Guerre mondiale.
Après la signature du traité de Versailles, l’Achilleion est nationalisé par l'État grec en guise de réparations de guerre. Occupé par les troupes de l'Axe pendant la Seconde Guerre mondiale, il est rendu à la Grèce à la Libération puis transformé en casino et en musée en 1962. Depuis la fin du XXe siècle, même si la résidence accueille sporadiquement des sommets européens (comme lors de la signature du traité de Corfou en 1994), c'est surtout un musée consacré à ses deux plus anciens célèbres propriétaires.

## Situation géographique

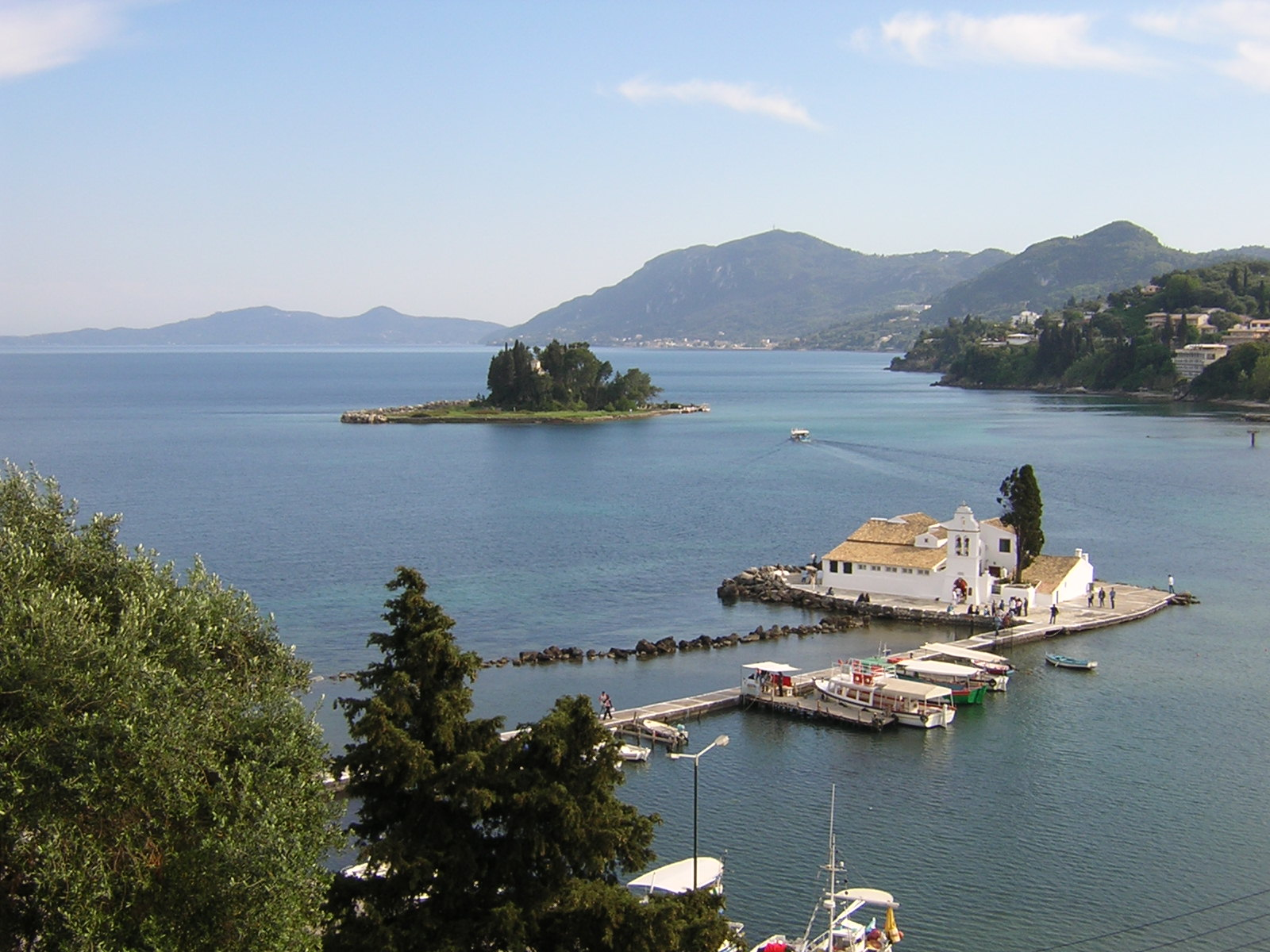
Vue sur l'île de Pontikonissi.

Le palais de l'Achilleion se trouve sur la côte orientale de Corfou, dans l'ancien dème d'Achilleio, auquel il a d'ailleurs donné son nom lors de sa création en 1997.
Situé en périphérie du village de Gastouri, au fond de la baie de Benitses, il se trouve à une dizaine de kilomètres au sud-ouest de Corfou ville. Placé au sommet d'une colline, à 145 mètres d'altitude, il domine la mer Ionienne et offre une vue panoramique sur l'îlot de Pontikonissi, et sur la ville de Corfou.

## Le palais et ses jardins

### Entrée du palais
Le domaine de l’Achilleion s'ouvre sur un portail monumental dont la grille métallique est rehaussée d'une inscription dorée qui rappelle le nom grec du palais (Αχίλλειον). De part et d'autre de cette inscription se trouvent des chevaux ailés tandis que des méandres et d'autres figures géométriques composent la grille.
Une fois le portail traversé, un chemin conduit le visiteur vers le bâtiment principal du palais. À l'entrée de celui-ci, une statue d'Élisabeth d'Autriche-Hongrie de taille réelle rappelle que la villa était autrefois la propriété de l’impératrice et que c’est elle qui en a imaginé la conception.

### Le bâtiment et ses collections

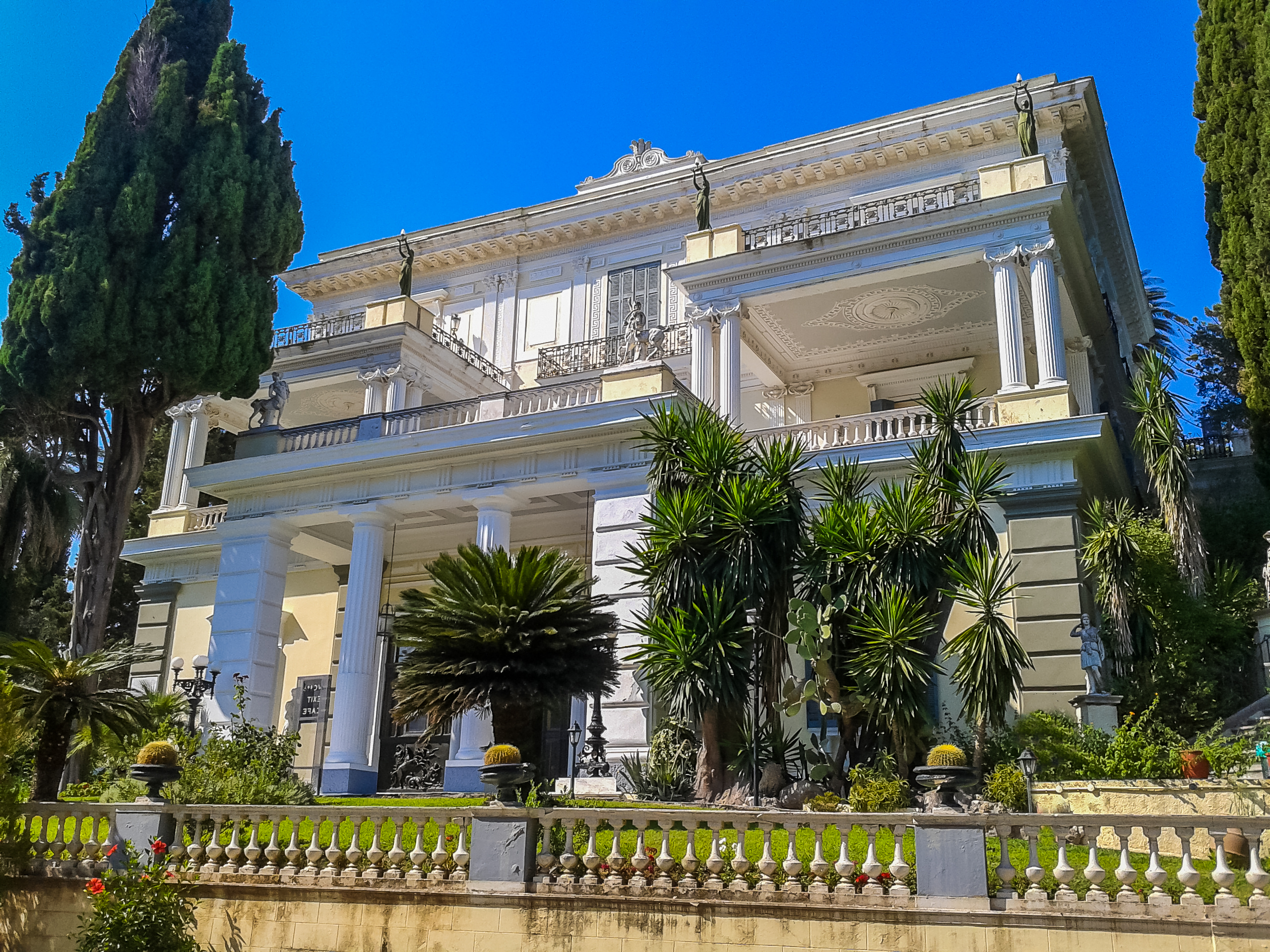
La façade principale de l’Achilleion. Deux centaures et quatre muses y ornent les terrasses.

L’Achilleion est une vaste demeure néoclassique de style pompéien en marbre blanc construite par l'architecte italien Raffaele Caritto en 1889-1891. S'étendant sur environ 200 000 m2, le palais comprend 128 pièces réparties sur un rez-de-chaussée et deux étages. Du temps de Sissi, le rez-de-chaussée était réservé à l'impératrice tandis que les étages devaient accueillir l'empereur François-Joseph et l'archiduchesse Marie-Valérie. Au début du XXIe siècle, seul le rez-de-chaussée se visite, même si le premier étage du palais n'abrite plus de casino.
Sur la façade principale, des colonnes de facture dorique soutiennent une terrasse encadrée de centaures en marbre. En haut du premier étage, une autre terrasse abrite quatre muses de bronze brandissant des flambeaux. Un Hermès ailé tenant dans les mains une déclaration orne par ailleurs le côté gauche de cette façade.
L'entrée du palais donne sur un vaste vestibule dont le plafond est orné d'une fresque du peintre italien Callopi (ou Gallopi), Les Quatre saisons et les heures, où se mêlent angelots et allégories. Dans la partie droite de ce hall, on peut voir une copie d'un portrait de l'impératrice Élisabeth âgée de 21 ans par Winterhalter et, dans la partie gauche, une cheminée en marbre gris ornée de statuettes.

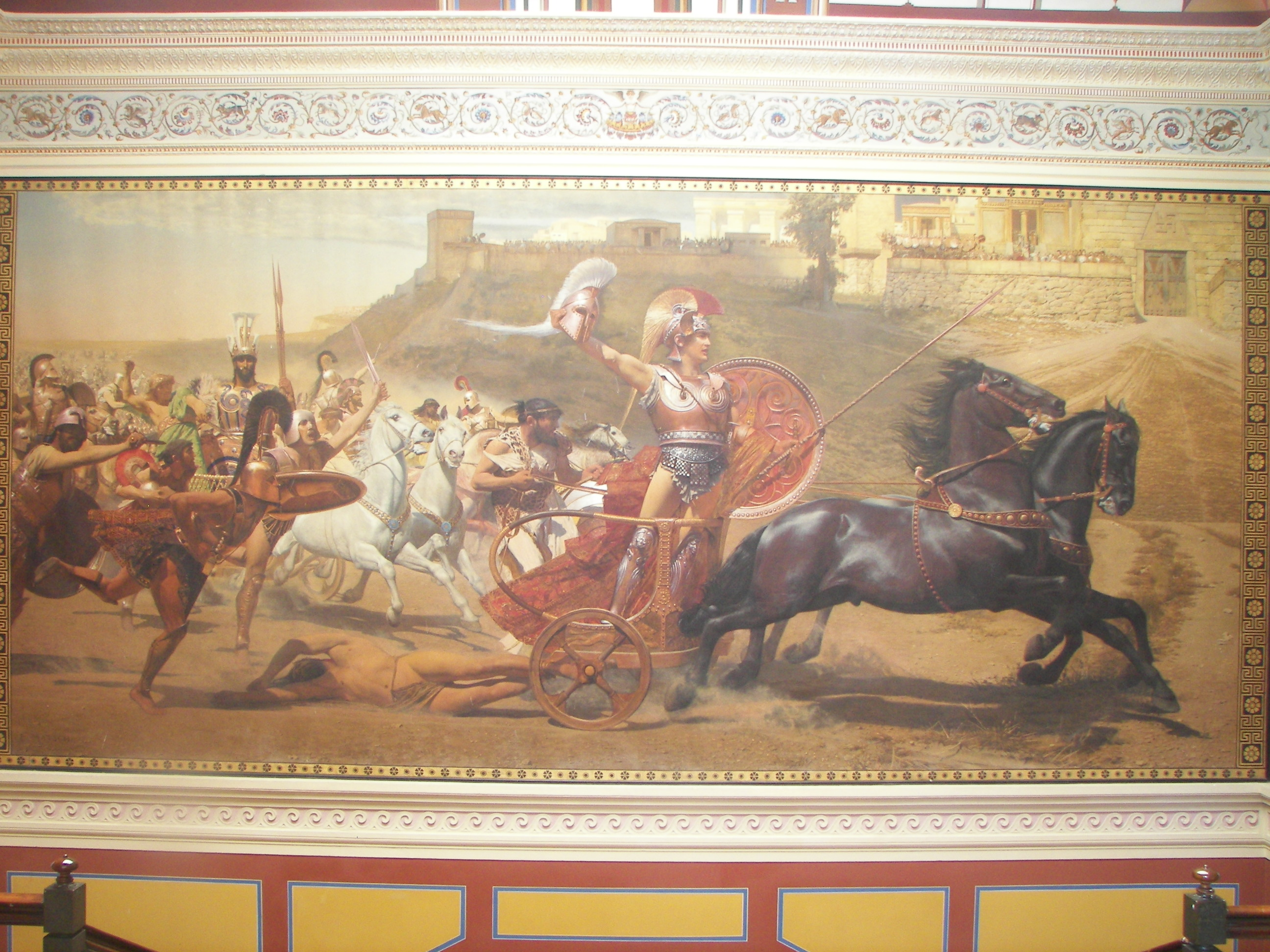
Le Triomphe d'Achille de Franz Matsch. Sur cette fresque, Achille, debout sur un char, tire la dépouille d'Hector devant les portes de Troie.

En face de l'entrée, un escalier monumental, fait de marbre et de bronze, est entouré des statues de Zeus (à droite) et d'Héra (à gauche). Cet escalier, inspiré de celui de l'Opéra Garnier, conduit à une vaste fresque. Peint par Franz Matsch, Le Triomphe d'Achille représente la victoire du héros grec sur le prince troyen Hector et rappelle au visiteur qu'il se trouve dans un palais dédié au personnage homérique.
À droite de l'escalier, le chœur de la chapelle catholique de Sissi est orné d'une œuvre représentant le jugement du Christ par Ponce Pilate. Au-dessous, un autre tableau représente une Vierge à l'Enfant par Franz Matsch. Plusieurs statues et d'autres tableaux d'inspiration religieuse complètent la décoration de la chapelle.

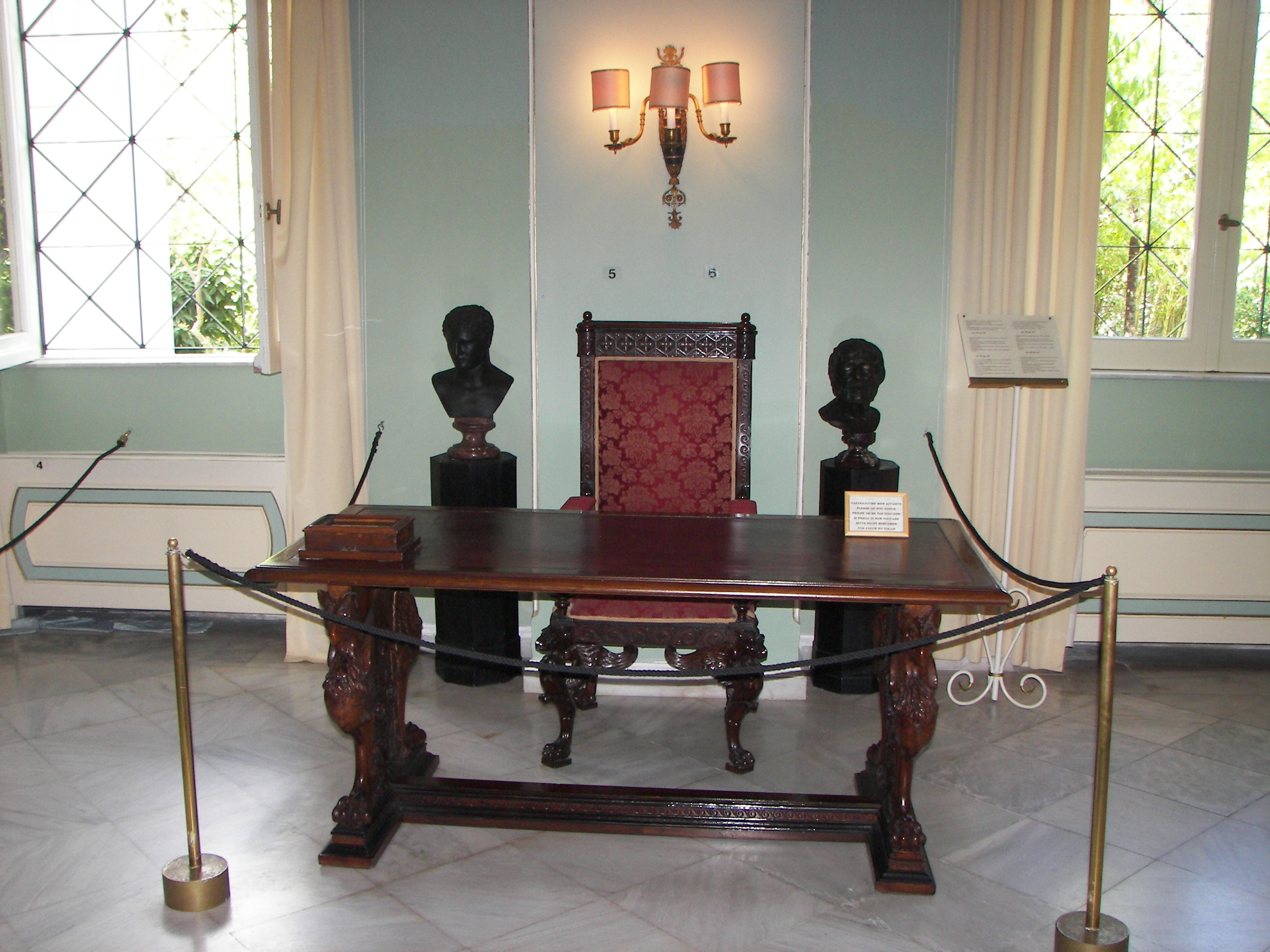
Bureau de Sissi à lAchilleion.

À proximité de la chapelle, se trouvent deux salons qui conservent de nombreux souvenirs de l'impératrice Élisabeth et du kaiser Guillaume. Dans la pièce consacrée à l'épouse de François-Joseph, se trouvent différents bibelots et autres menus objets ayant appartenu à la souveraine tandis que, dans celle consacrée à Guillaume II, une maquette du yacht Hohenzollern et différents tableaux rappellent le goût du kaiser pour la mer et la navigation,.
À gauche de l'escalier du vestibule, se trouve la salle à manger-fumoir de Sissi, dont les murs bleus sont semés d'angelots en stuc. Cette pièce abrite les bureaux du musée. Dans le prolongement, deux autres salles contiennent des meubles ayant appartenu à Sissi et au kaiser. On peut notamment y observer le lit de fer à roulettes de la souveraine ou encore son bureau. L'une de ces pièces conserve également une œuvre du peintre bavarois Ludwig Thiersch représentant la rencontre d'Ulysse et de la princesse phéacienne Nausicaa.

### Terrasses, jardins et statues

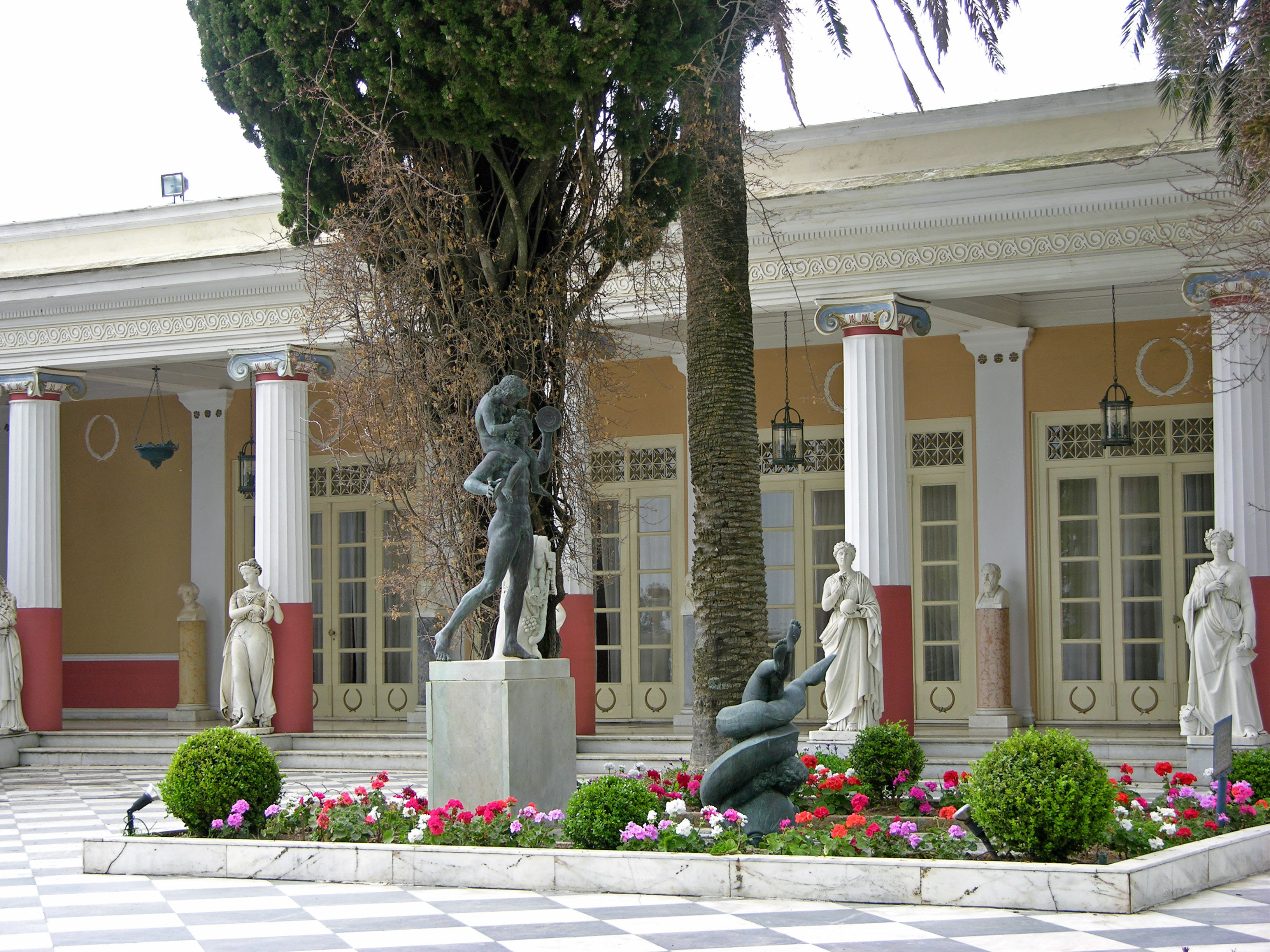
Le Musicien aux cymbales devant le Péristyle des Muses et la Galerie des Philosophes.

À droite de la façade du bâtiment principal, l’Escalier des dieux, orné des statues de différentes divinités (comme Apollon, Aphrodite, Artemis ou Hermès), conduit aux jardins en terrasses de l'Achilleion, qui descendent jusqu'à la mer. Là, une abondante végétation, composée notamment de myrtes, de citronniers, d'oliviers et de lauriers roses, offre un cadre ombragé au visiteur.
En haut de l'escalier, accolé au palais, se trouve le Péristyle des muses, aux colonnes de style ionique. Celui-ci abrite les statues des neuf filles de Zeus et de Mnémosyne ainsi que celles des Trois Grâces antiques. D'une porte-fenêtre du Péristyle des muses, on aperçoit le haut du grand escalier du bâtiment principal et la fresque du Triomphe d'Achille auquel il mène. Le long du mur du péristyle se trouve également la Galerie des philosophes, un groupe de treize bustes représentant des philosophes, des poètes et des orateurs de l'Antiquité.
Le Péristyle des muses se prolonge par une vaste terrasse plantée de palmiers, de cyprès et de bougainvilliers qui porte le nom de Jardin des muses. Au centre de celle-ci, dans une fontaine, une statue représente un énorme poisson emportant, avec lui, le corps d'un homme ligoté. Juste à côté, une autre statue, le Musicien aux cymbales, contraste par son air plus insouciant.

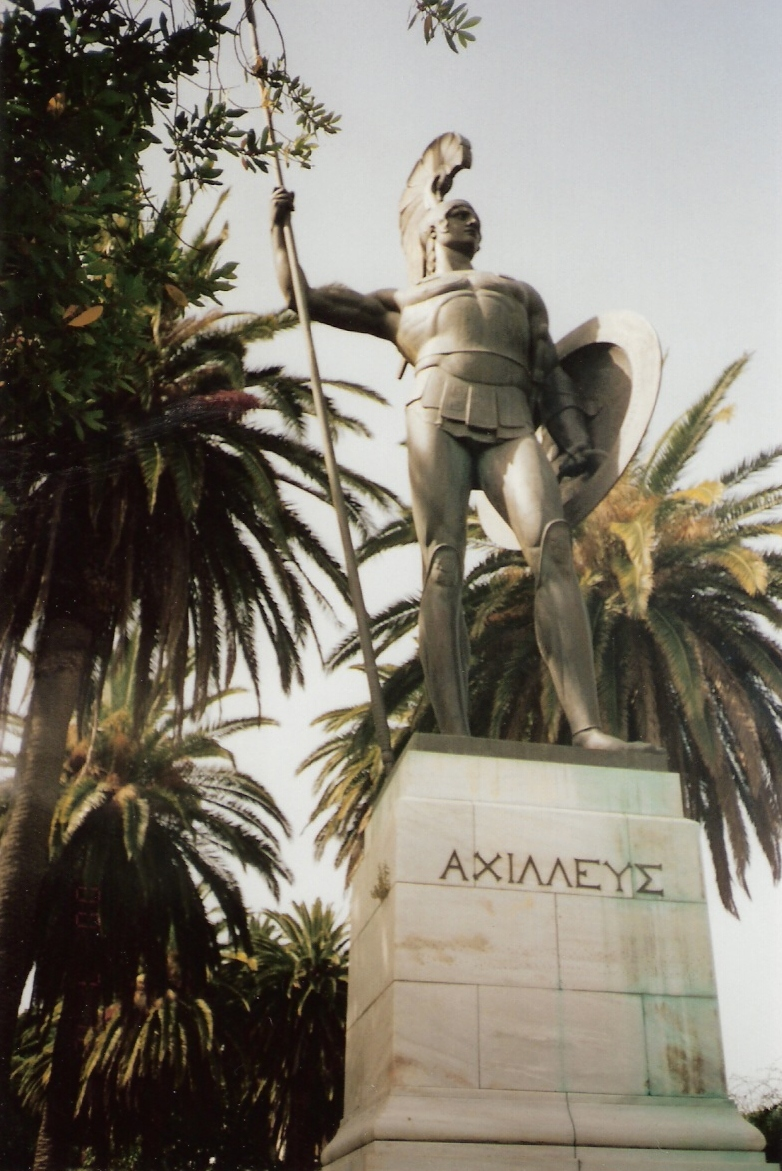
L’Achille victorieux de Johannes Götz est situé à la place de l’Achille blessé d'Ernst Herter. C'est cependant ce dernier qui reste le symbole de l’Achilleion.

Face au Péristyle des muses, de l'autre côté de la terrasse, on peut observer la Véranda des larmes. Ce banc de marbre, en demi-cercle adossé face à la mer, doit son nom au fait que l'impératrice Élisabeth s'y installait régulièrement pour pleurer son fils Rodolphe ou pour y attendre l'arrivée du navire apportant le courrier à Corfou.
D'autres statues ornent encore la terrasse. Le couple dit des « Assaillants » marque la fin du Jardin des muses puisque, entre les deux combattants, un petit escalier conduit le visiteur de la première terrasse à une seconde. Également boisée, celle-ci abrite l’Achille blessé d'Ernst Herter, qui se trouvait, du temps de Sissi, à la place de l’Achille victorieux de Johannes Götz. Malgré le déplacement qu'elle a subi, l'œuvre d'Herter constitue encore la pièce maîtresse des collections du musée et symbolise véritablement la villa. Finalement, le colossal Achille victorieux, qui mesure plus de 11 mètres, domine la dernière terrasse du palais, gardant l'emplacement où il a autrefois été installé sur ordre du kaiser Guillaume II.
Du temps de Sissi, se trouvait également, dans le jardin, un petit temple rotonde qui abritait une statue du poète Heinrich Heine par le Danois Louis Hasselriis. Mais, en 1908, la statue fut revendue par le kaiser et remplacée par une statue de l'impératrice. Par la suite, le temple fut détruit et la statue déplacée à l'entrée du palais, où on peut encore la voir au début du XXIe siècle.

## Histoire

### L'impératrice Élisabeth et la Grèce

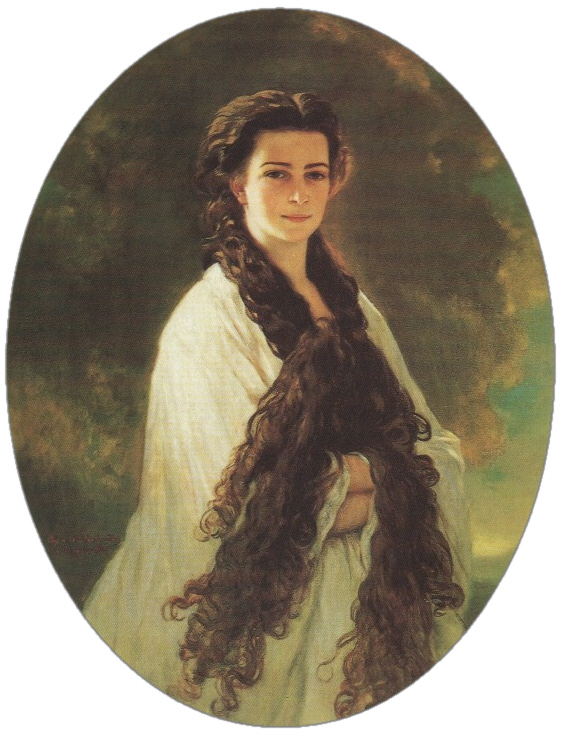
Portrait de l'impératrice Élisabeth d'Autriche-Hongrie par Winterhalter (1864).

L'impératrice Élisabeth d'Autriche-Hongrie se rend à Corfou pour la première fois en mai 1861. À l'époque, les îles Ioniennes n'appartiennent pas encore à la Grèce et la souveraine, qui voyage à bord du yacht anglais Victoria-and-Albert II, y est accueillie par le gouverneur britannique Henry Knight Storks. Immédiatement, l'impératrice est charmée par l'île, sa végétation et son climat : elle oublie alors Madère, destination exotique qui a pourtant été son premier refuge alors qu'elle fuyait la cour viennoise, et décide de revenir plus tard à Corfou.
Les années qui suivent, Sissi, de plus en plus fascinée par la civilisation hellénique, arpente la Grèce et l'Asie mineure, sans se préoccuper des tensions qui secouent les Balkans ou de la gêne que peut causer, à la famille royale grecque, la visite de la cousine du roi Othon Ier, déposé en 1862 et remplacé sur le trône hellène par un prince danois. En octobre 1885, l'impératrice visite ainsi les ruines de Troie et se recueille sur le tombeau d'Achille, son héros mythologique préféré.

Carte topographique de Corfou.

En octobre 1887, Élisabeth se rend une nouvelle fois en Grèce, décidée, cette fois, à y suivre les pas d'Ulysse. Elle fait alors la connaissance du baron Alexander von Warsberg, consul d'Autriche-Hongrie à Corfou. Brillant helléniste, celui-ci sert de guide à l'impératrice dans son périple à travers les îles de l'Égée. Le voyage de l'impératrice se termine finalement sur la côte de l'Épire et à Corfou, où le diplomate reprend son poste.
L'année suivante, Sissi revient à Corfou et s'installe à la Villa Vraila (ou Villa Braila) de Gastouri. Elle y entame l'étude du grec ancien et moderne, avec un avocat que le baron von Warsberg lui a recommandé comme professeur. Tout au long de sa vie, l'impératrice reçoit les cours de quatre répétiteurs successifs (parmi lesquels maître Thermojanis, Rhousso Rhoussopoulos et Constantin Christomanos) et elle parvient finalement, grâce à eux, à maîtriser parfaitement la langue grecque.

### Le palais de Sissi

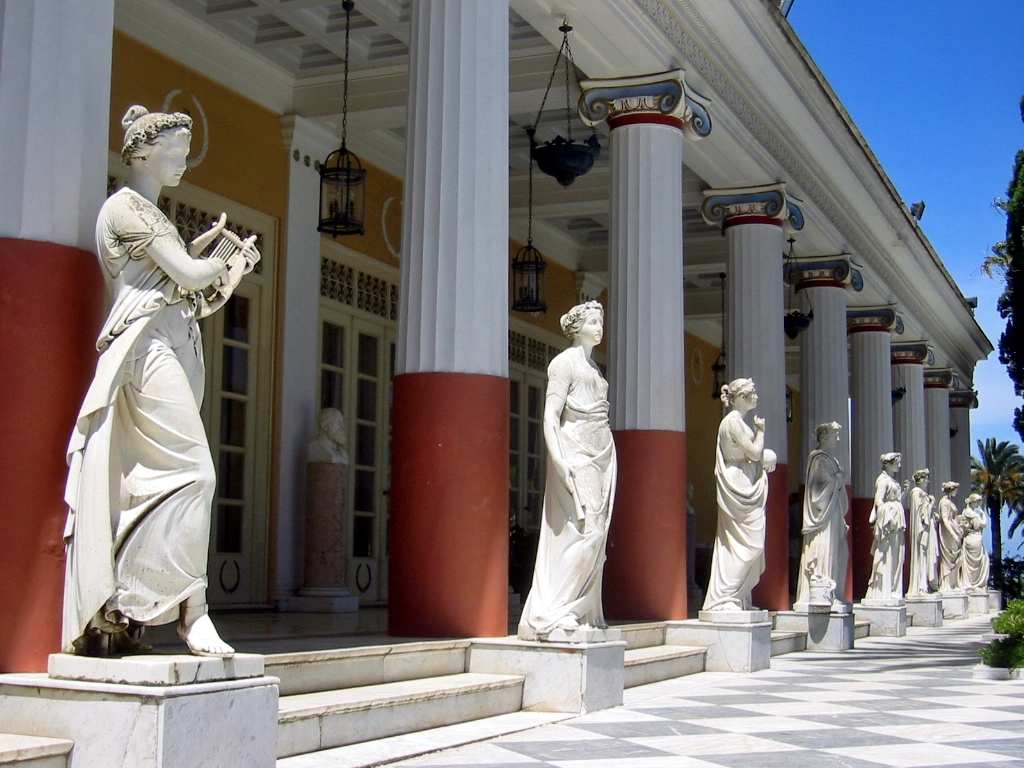
Le Péristyle des Muses à lAchilleion.

Après un nouveau séjour à Corfou en novembre 1888, Sissi prend la décision de s'y faire bâtir un palais. Elle rachète à son ami, le riche corfiote Petros Vrailas Armenis, la Villa Vraila et la fait remplacer par un palais dédié au héros antique Achille qu'elle commande à l'architecte italien Raffaele Caritto. Sissi, passionnée par l'œuvre d'Homère, désire en effet rendre hommage à ce personnage tragique dont elle a déjà placé une statue dans le parc du château de Miramare en 1885. Selon elle, Achille incarne, en effet, « l'âme grecque et la beauté de ce paysage et de ce peuple ».
Ne pouvant superviser la construction du palais, l'impératrice charge le baron von Warsberg d'en diriger les travaux. Cependant, le consul est un homme âgé et il meurt en mai de l'année suivante, bien avant que l’Achilleion soit totalement terminé. La souveraine demande donc à un officier de marine, le baron von Bukovicz (ou Bukovitch), de le remplacer dans cette tâche,. De fait, la mort mystérieuse de l'archiduc Rodolphe, seul fils de l'impératrice Élisabeth, à Mayerling, le 30 janvier 1889, rend plus pressant le besoin de la souveraine de s'éloigner de Vienne et de reprendre sa vie d'errance.

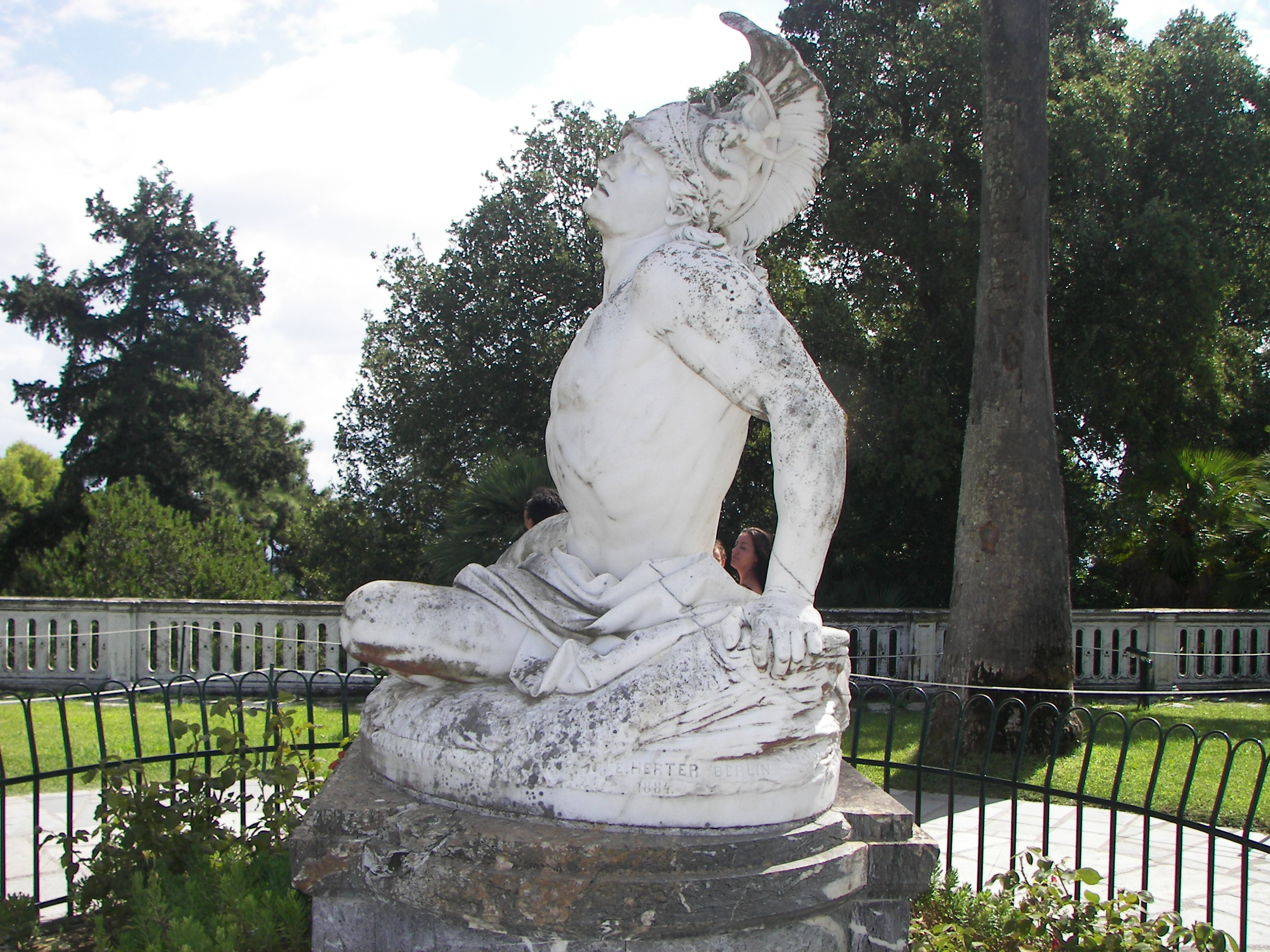
LAchille blessé, vu de face. En bas de la statue, on distingue la signature de l'artiste (E. Herter) et la date de sa création (1884).

La construction de l’Achilleion prend fin en octobre 1891 et c'est Sissi qui s'occupe de sa décoration,. Pour cela, elle achète au prince Borghèse une série de statues à l'antique représentant le héros mythologique. Parmi celles-ci, l'Achille blessé (ou Achille mourant) du sculpteur allemand Ernst Herter constitue la pièce centrale de l'ensemble. L'impératrice fait, par ailleurs, venir de Vienne différents meubles et objets, dont un de ses portraits par Franz Xaver Winterhalter. La vaisselle est placée sous le signe du dauphin et l'on retrouve l'animal à la fois sur l'argenterie, la verrerie, la porcelaine et le linge de maison.
En mars 1891, Sissi fait découvrir sa demeure à son époux, l'empereur François-Joseph, et à sa fille cadette, l'archiduchesse Marie-Valérie, lors d'une visite des Habsbourg en Grèce.

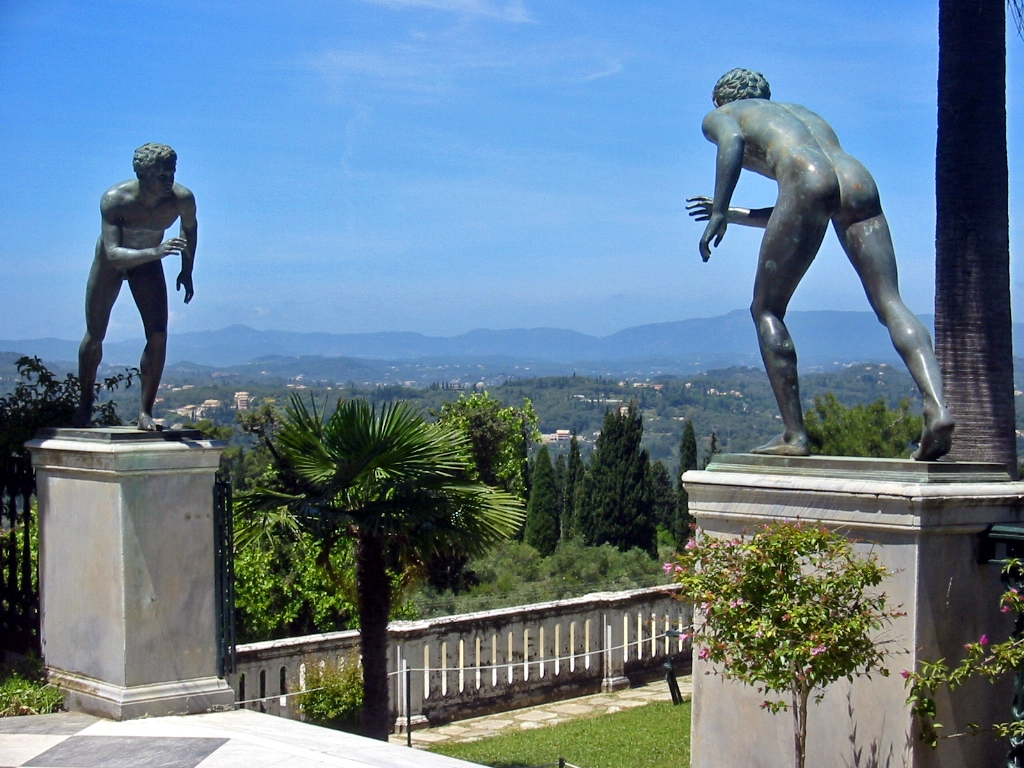
Statues des Assaillants, dans le Jardin des Muses.

Malgré son désir de s'établir à Corfou, Sissi garde le goût des voyages et elle ne réside finalement que quelques mois de l'année à l’Achilleion. En son absence, le palais peut être visité par les touristes de l'époque, après avoir obtenu l'autorisation du consul autrichien de Corfou.
Après cinq ou six ans de ce régime, l'impératrice, lassée, envisage de revendre sa résidence ionienne,. Cependant, le palais corfiote reste, toute sa vie, l'une de ses résidences favorites et la souveraine s'y rend presque à chaque printemps jusqu'à son assassinat par l’anarchiste italien Luigi Luccheni en 1898. L'impératrice porte d'ailleurs, en permanence, sur elle un minuscule album qui contient des photographies du palais et de ses jardins.
Après la mort d'Élisabeth d'Autriche, c'est sa fille cadette, l'archiduchesse Marie-Valérie, qui hérite de la villa. Mais la princesse refuse de s'y rendre et l’Achilleion est abandonné pendant plusieurs années tandis qu'une partie des collections qu'il abritait (dont une statue de l'archiduc Rodolphe) est envoyée en Autriche-Hongrie. Certains souvenirs, comme le lit de fer à roulettes de Sissi, restent dans le palais, où on peut encore les voir en 1998.

### Résidence du kaiser

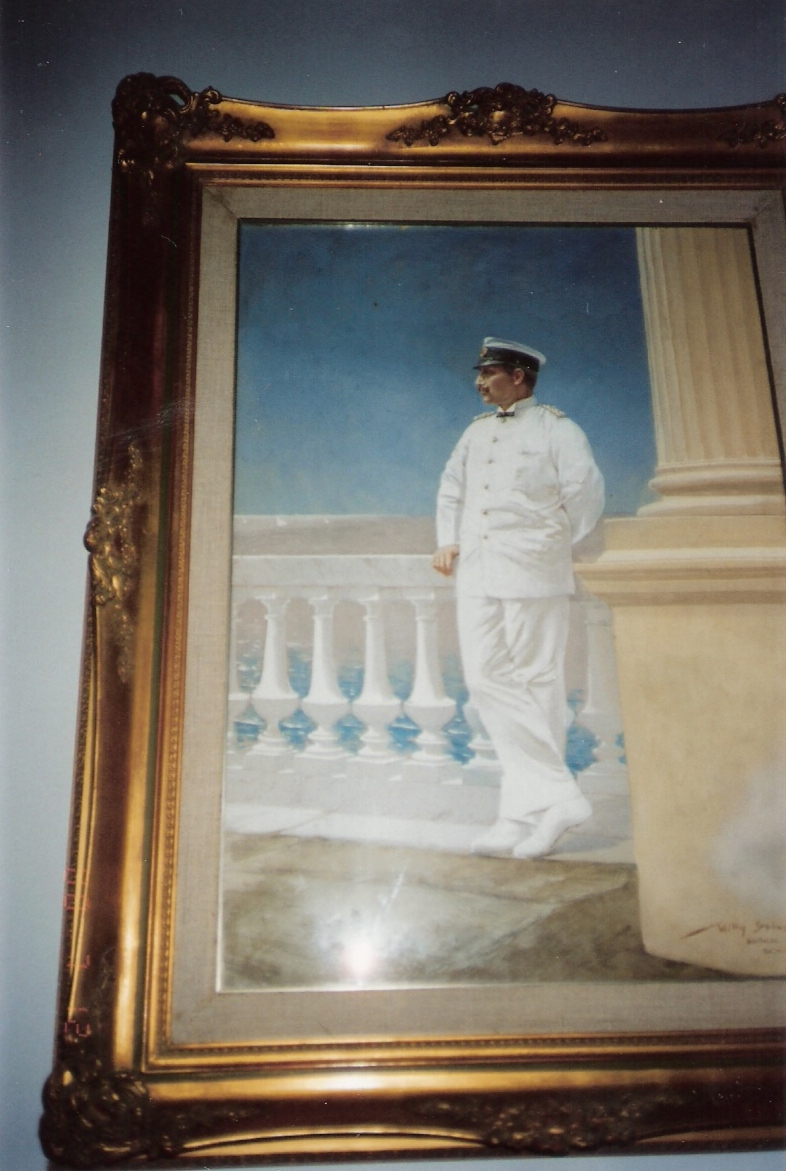
Portrait du kaiser Guillaume II à l’Achilleion.

Le kaiser Guillaume II d'Allemagne s'intéresse très tôt à l’Achilleion. Il visite pour la première fois le palais en novembre 1890, alors que celui-ci n'est même pas encore terminé. Comme l'impératrice Élisabeth, Guillaume II est en effet fasciné par le personnage d'Achille : c'est cependant la force et le talent guerrier du héros qui séduisent le souverain et non sa destinée tragique, comme c'est le cas avec Sissi.
Après la mort de l'impératrice, le kaiser manifeste rapidement à l'empereur François-Joseph Ier et à l'archiduchesse Marie-Valérie sa volonté de racheter l’Achilleion. Cependant le prix de la demeure empêche, dans un premier temps, le souverain de réaliser son projet et il doit donc se contenter de fréquents séjours à Corfou à bord du yacht Hohenzollern.
Guillaume II rachète le palais en 1907, après deux ans de négociations,. Le souverain en fait alors sa résidence méditerranéenne et il y séjourne plusieurs semaines, chaque printemps, entre 1908 et 1914. Toujours accompagné d'une suite importante, il est reçu, à chaque fois, par le roi Georges Ier de Grèce, qui ne l'aime pas mais veut ainsi lui montrer qui est le véritable souverain des lieux. Lorsque l'empereur est absent, le palais peut être visité par les touristes de l'époque, après avoir acquitté un droit d'entrée de 2 drachmes.

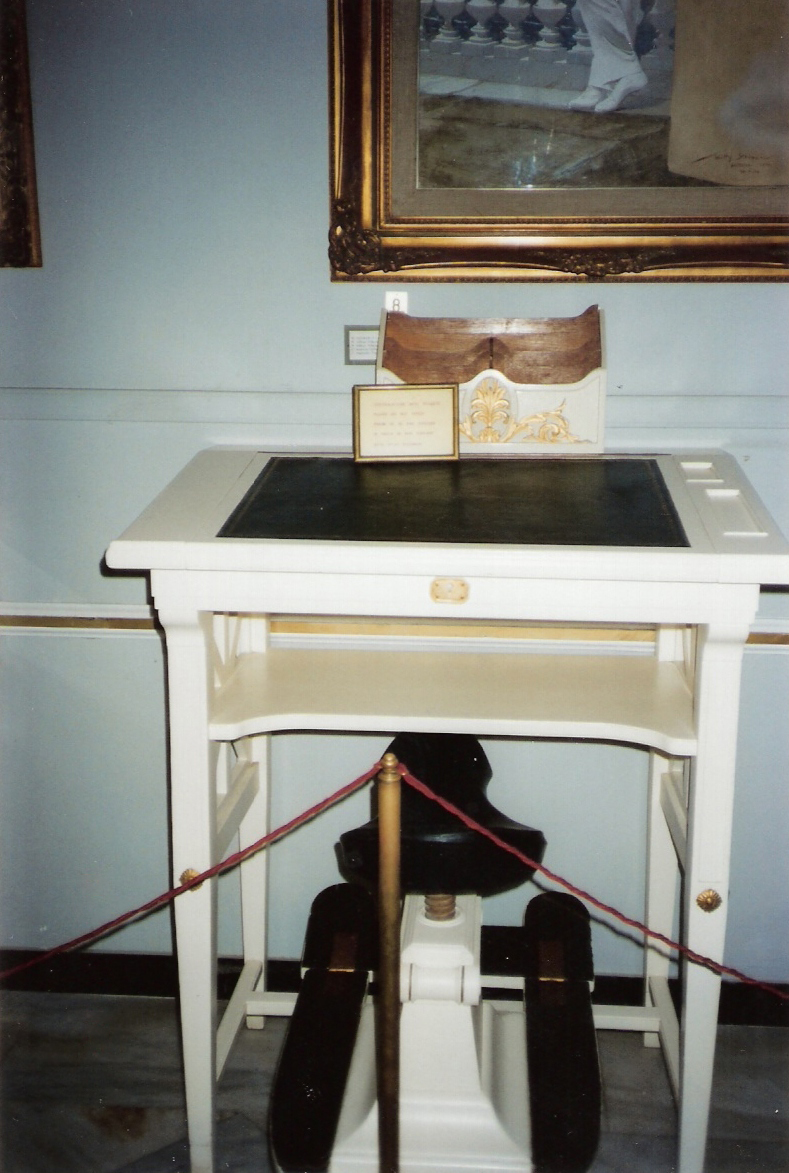
Le bureau et le tabouret (en fait, une selle transformée) du kaiser.

L'empereur imprime rapidement sa marque à la résidence. Il la restaure en faisant appel au même architecte que Sissi et y adjoint un grand bâtiment destiné à accueillir sa suite. Guillaume II modifie également l'organisation des statues des jardins. Il déplace l’Achille blessé d'Ernst Herter et le remplace par l'imposant Achille Victorieux de Johannes Götz. Au pied de cette statue, l'empereur fait inscrire en allemand la dédicace suivante : « Au plus célèbre des Grecs, le plus célèbre des Allemands ». Le kaiser fait, par ailleurs, enlever la statue d'Heinrich Heine, le poète préféré de Sissi. À la place, il érige une statue de taille réelle de l'impératrice défunte qu'il commande au sculpteur Herter,.
Le kaiser profite de ses fréquents séjours à Corfou pour participer à des fouilles archéologiques autour de Garitsa. Avec Wilhelm Dörpfeld, il découvre ainsi plusieurs objets antiques qui sont exposés en 1996 au musée archéologique de l'île,. Les visites de Guillaume II à l’Achilleion permettent également de faire de Corfou un important centre de la diplomatie européenne.

### De la Première à la Seconde Guerre mondiale
À partir de 1916, la Triple-Entente occupe l'île de Corfou et l'armée serbe, défaite par les troupes austro-hongroise, y est transférée en attendant d'être envoyée à Thessalonique. Mais le royaume de Grèce ayant déclaré sa neutralité pendant la Première Guerre mondiale, la France et ses alliés se gardent d'installer leur quartier général à l’Achilleion. Cependant, la villa est transformée en hôpital militaire par les Français et les Serbes. Une partie des collections est subtilisée, tandis que des dégradations se produisent. L'armée française fait ainsi effacer la dédicace grandiloquente qu'avait fait apposer le kaiser sur le socle de l’Achille victorieux de Götz.

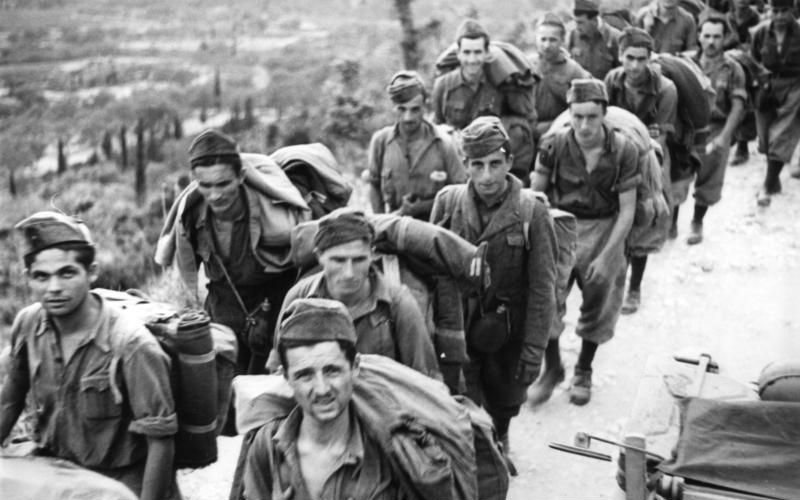
Des soldats italiens occupant Corfou pendant la Seconde Guerre mondiale.

En 1917, le roi des Hellènes Constantin Ier, beau-frère du kaiser Guillaume, est renversé et le gouvernement d'Elefthérios Venizélos déclare la guerre à l'Allemagne. Avec le Traité de Versailles de 1919, le palais est nationalisé par la Grèce en guise de réparation de guerre. Une partie des collections du palais est vendue aux enchères et dispersée tandis que le bâtiment est utilisé pour abriter différents services gouvernementaux.
En 1937, une partie du bâtiment est transformée pour accueillir les collections du musée de Corfou.
Pendant la Seconde Guerre mondiale, les forces de l'Axe occupent Corfou. Les Italiens, puis les Allemands, utilisent l’Achilleion comme quartier-général et comme hôpital. Le bâtiment subit alors de nouvelles dégradations.

### Entre casino et sommets européens
Une fois la guerre terminée, la villa est replacée sous la houlette de l'État grec qui y installe des écoles et un jardin d'enfants. Mais en 1962 l'État confie pour vingt ans la résidence à une compagnie privée d'origine allemande,. Celle-ci fait du premier étage de la villa le premier casino grec de l'après-guerre tandis que le rez-de-chaussée du palais est transformé en musée consacré à ses deux plus illustres occupants : l'impératrice Élisabeth et le kaiser Guillaume. Le baron von Richthofen, gérant de la société, fait alors en sorte de récupérer une partie des objets ayant autrefois appartenu aux collections du palais.
En 1988, la société qui gère l’Achilleion décide de transférer progressivement le casino en dehors du palais. En 1991, la salle de jeu fonctionne à la fois dans le palais et au Corfu Holiday Palace hotel de Kanoni. Puis, en 1992, le casino est définitivement déplacé.
Finalement, à partir des années 1990, l’Achilleion retrouve un peu du rôle diplomatique qu'il possédait sous le règne de Guillaume II. En 1994 le traité de Corfou, qui consacre le quatrième élargissement de l'Union européenne, est signé dans le palais ; et en 2003 une rencontre informelle des ministres de l'agriculture de l'Union s'y tient.

## Dans la culture populaire

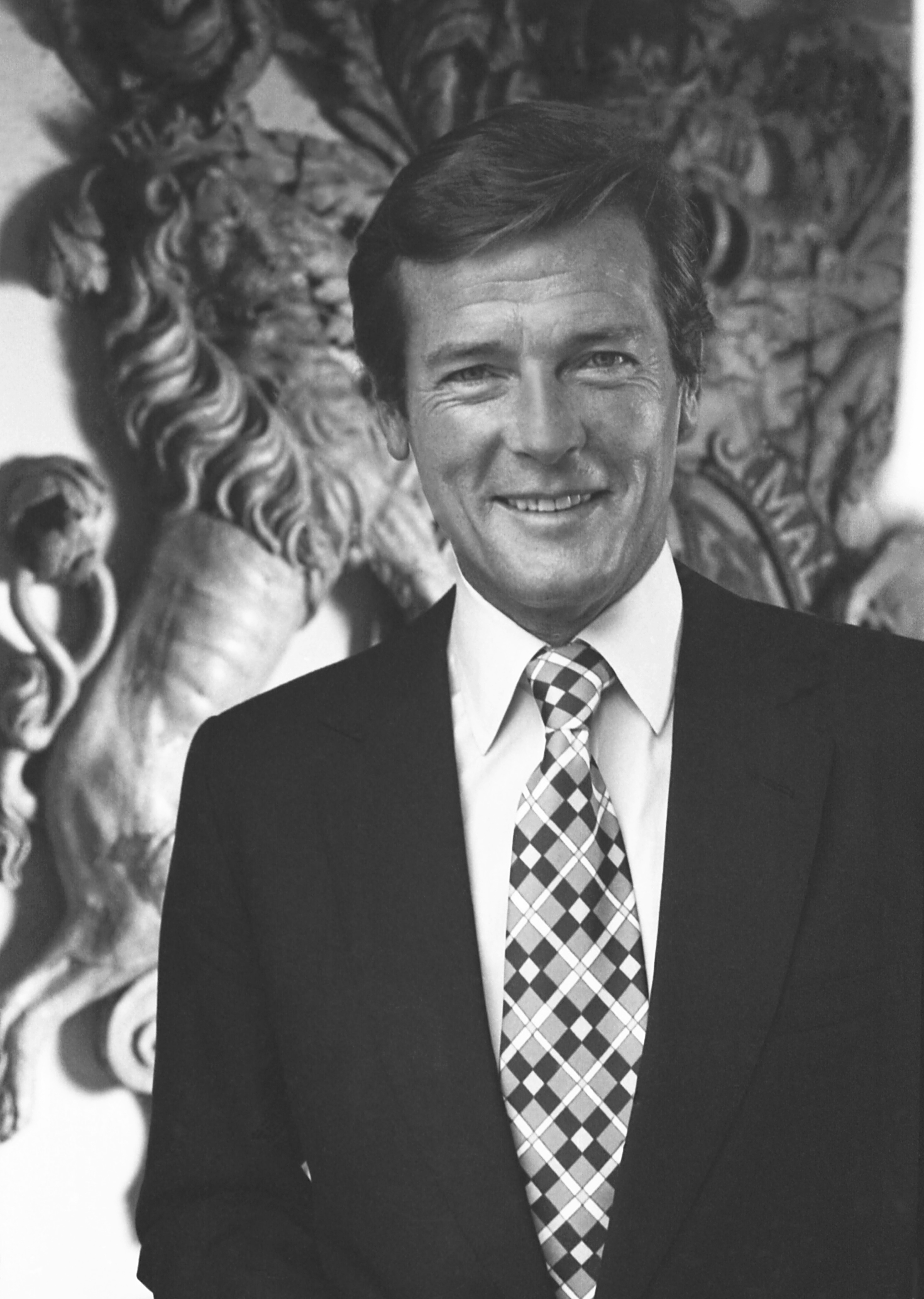
Roger Moore, alias James Bond, en 1973.

### Littérature
- Operation Akhilleus, le roman d'espionnage de Rachel Fleurotte et de Franck Jeannot paru en 2006, a pour cadre le palais de l’Achilleion[43] ;
- Dans Captain from Corfu, le roman de Muriel Maddox paru en 1999, les personnages effectuent une visite à l’Achilleion pendant leur séjour corfiote[44] ;
- Dans Le Colosse de Maroussi, Henry Miller critique le palais, qu'il considère comme « le pire exemple de pacotille tape-à-l'œil qu'[il a] jamais vu »[45] ;
- Le palais de l'Achilleion est évoqué par l'écrivain australien Robert Dessaix dans son roman Corfou[46] ;
- Pierre de Coubertin décrit l’Achilleion dans son livre Souvenirs d’Amérique et de Grèce[47].

### Cinéma
En 1981, le premier étage de l’Achilleion est utilisé pour la scène du casino de l'épisode de James Bond, Rien que pour vos yeux.

## Galerie

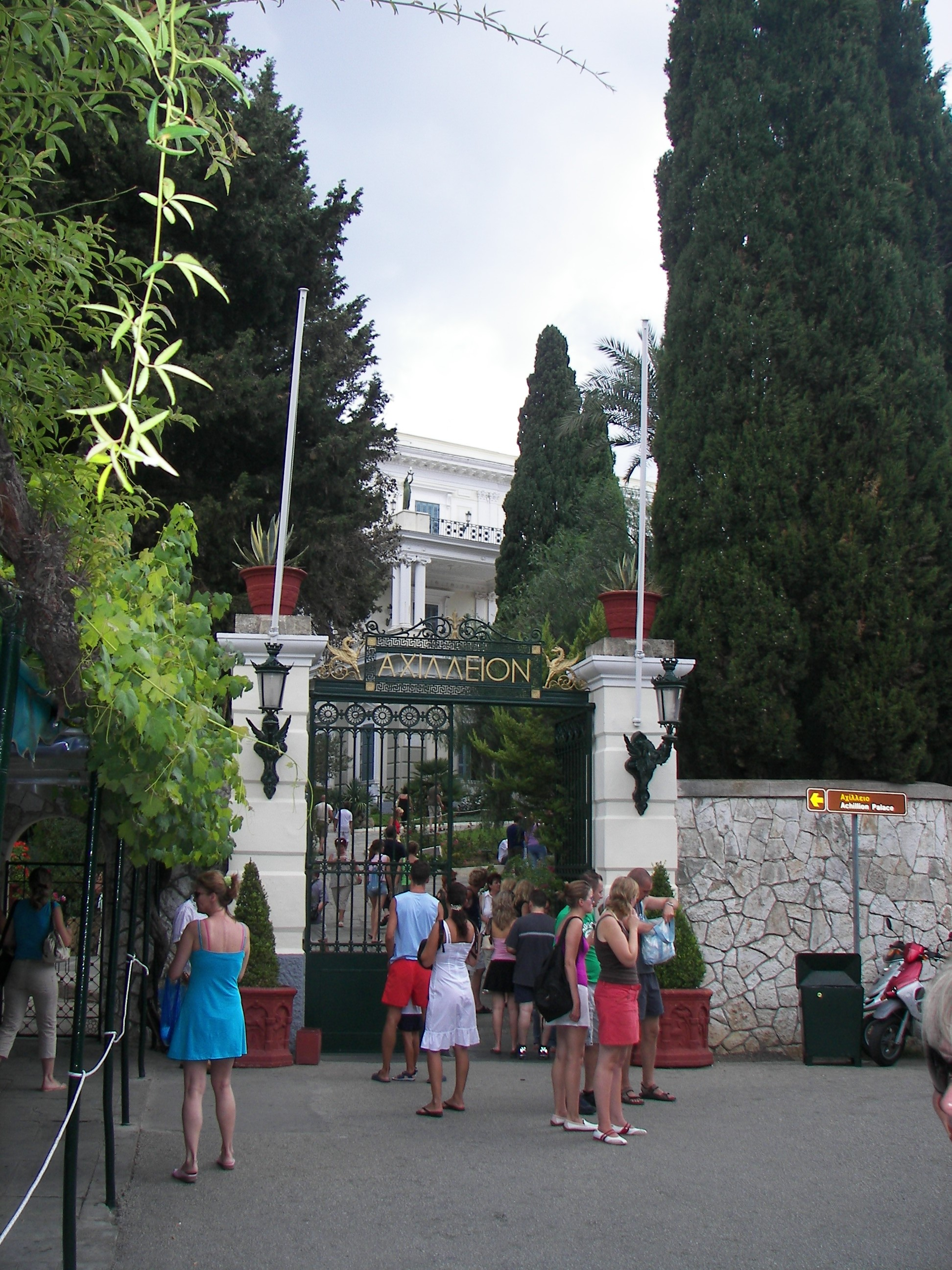
Les grilles de l'Achilleion. On peut y observer deux chevaux ailés entourant le nom grec du palais.
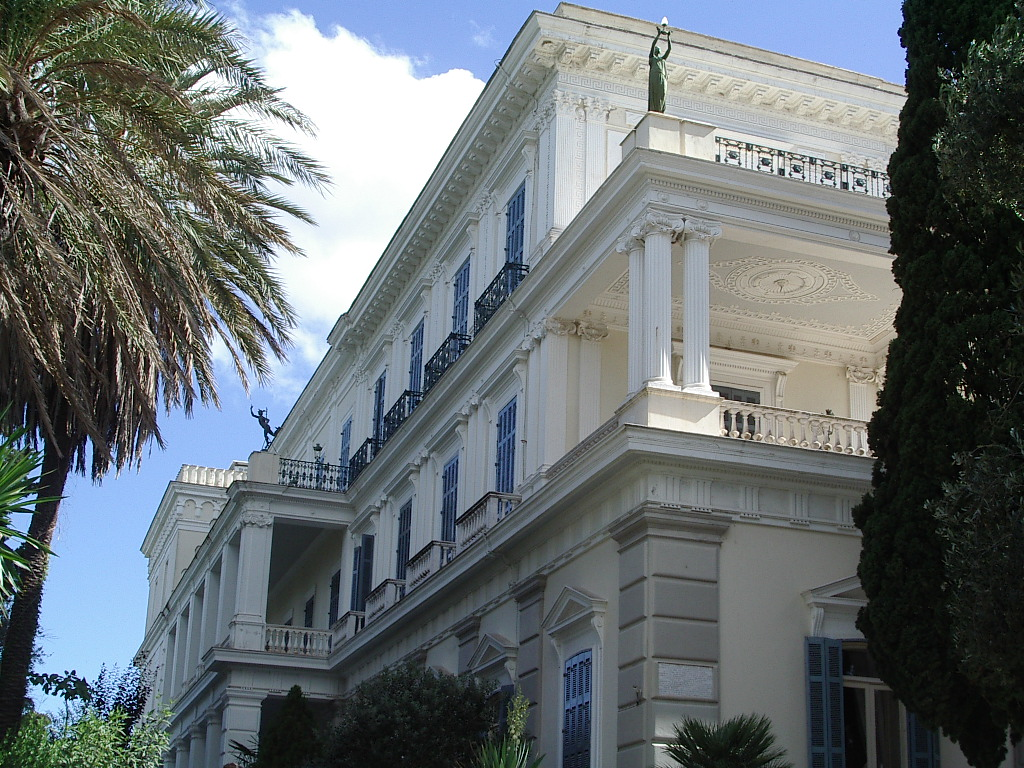
Vue de l'Achilleion laissant apparaître l'une des muses du premier étage ainsi que l'Hermès ailé (façade gauche du bâtiment principal)
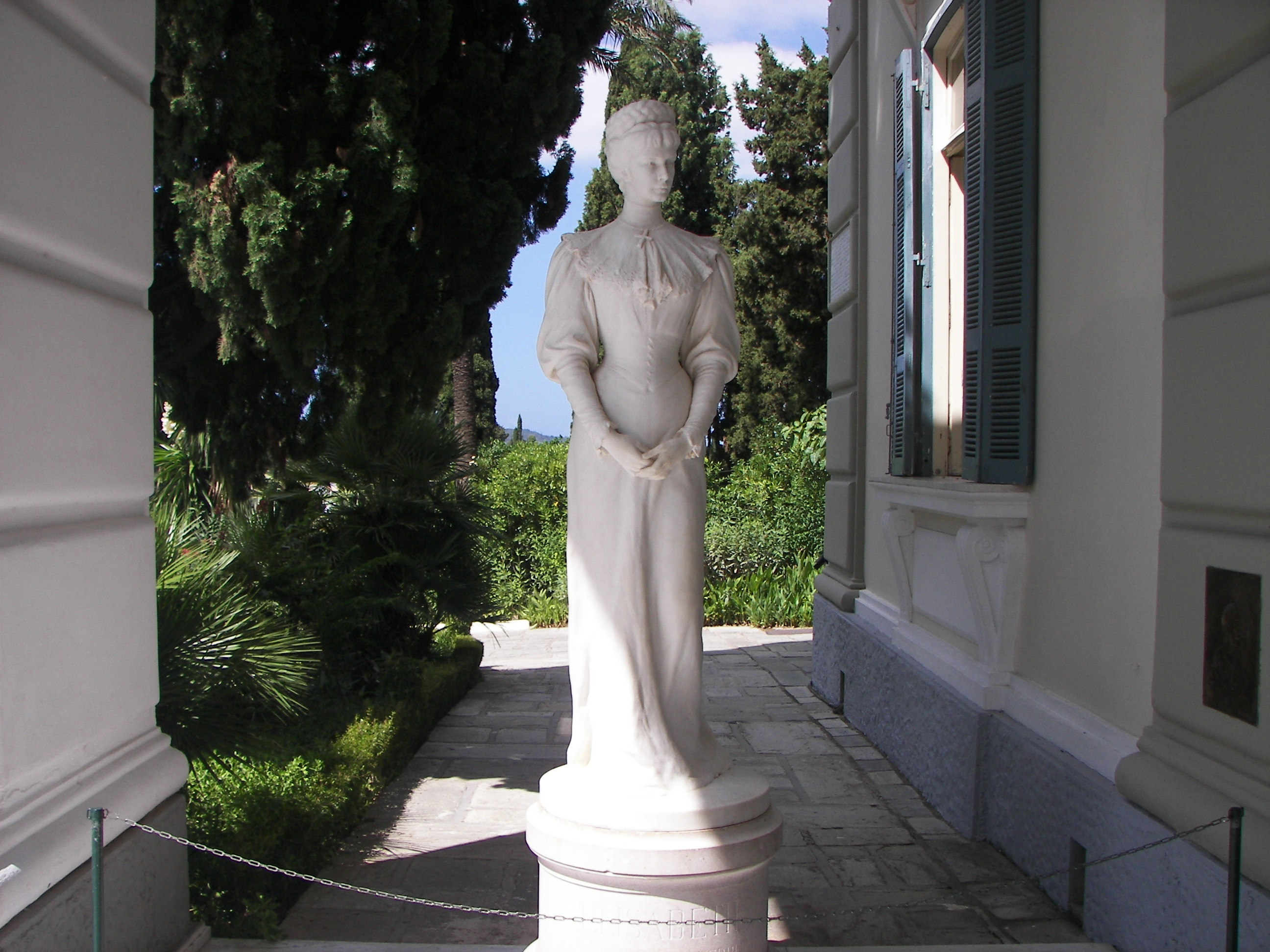
La statue de Sissi, située près de l'entrée du bâtiment.
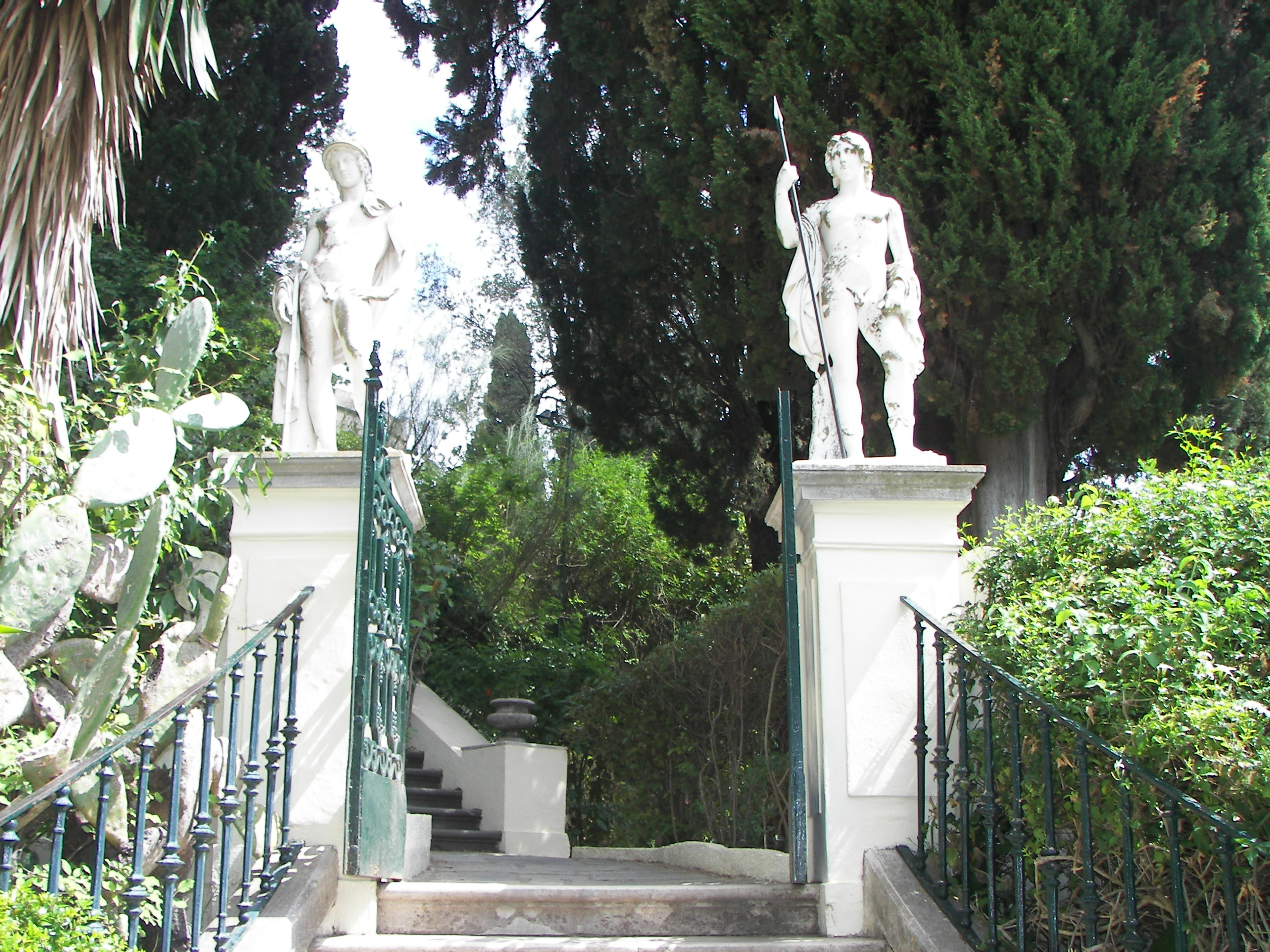
L'entrée de l'Escalier des dieux.
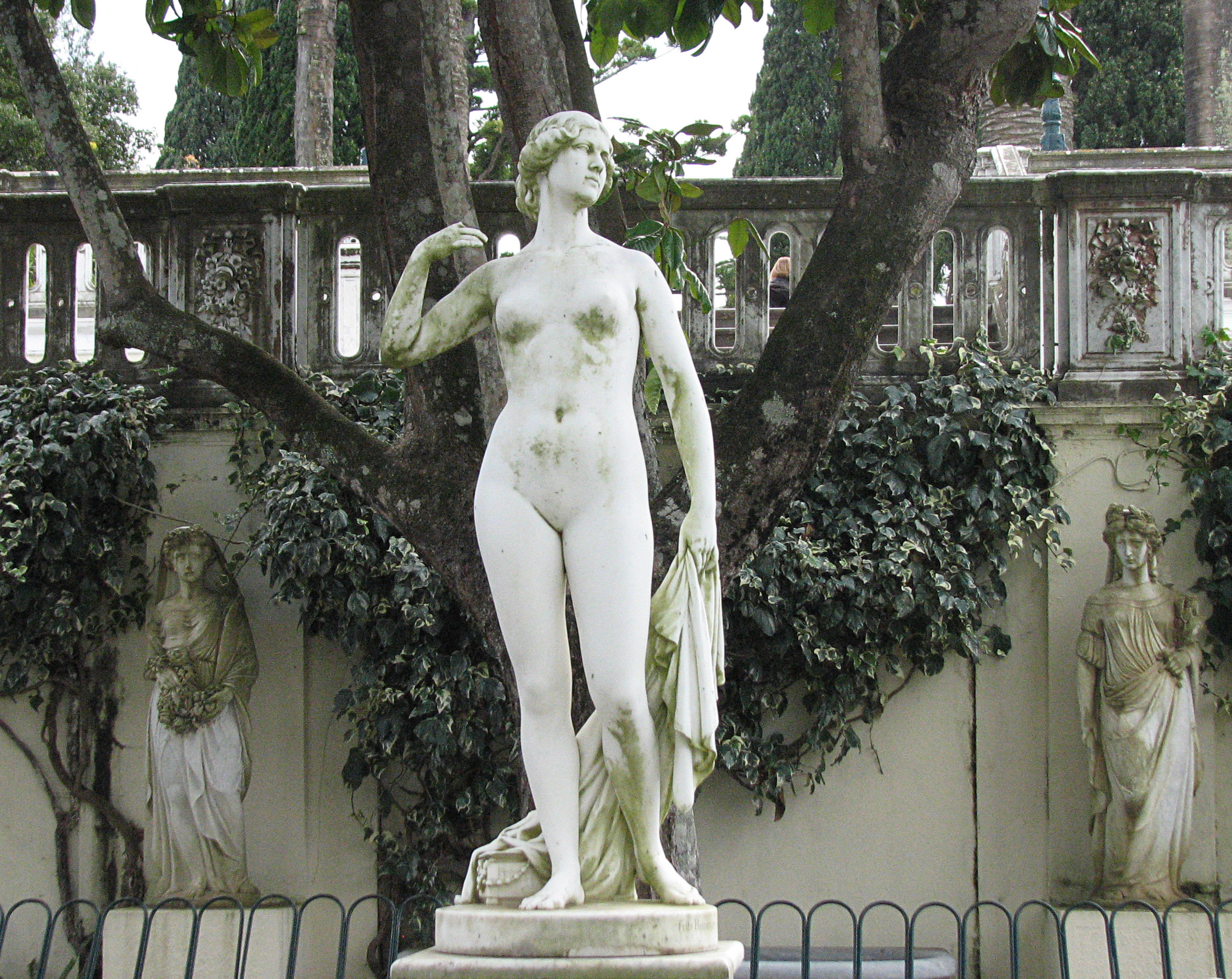
Statue de Phryné.
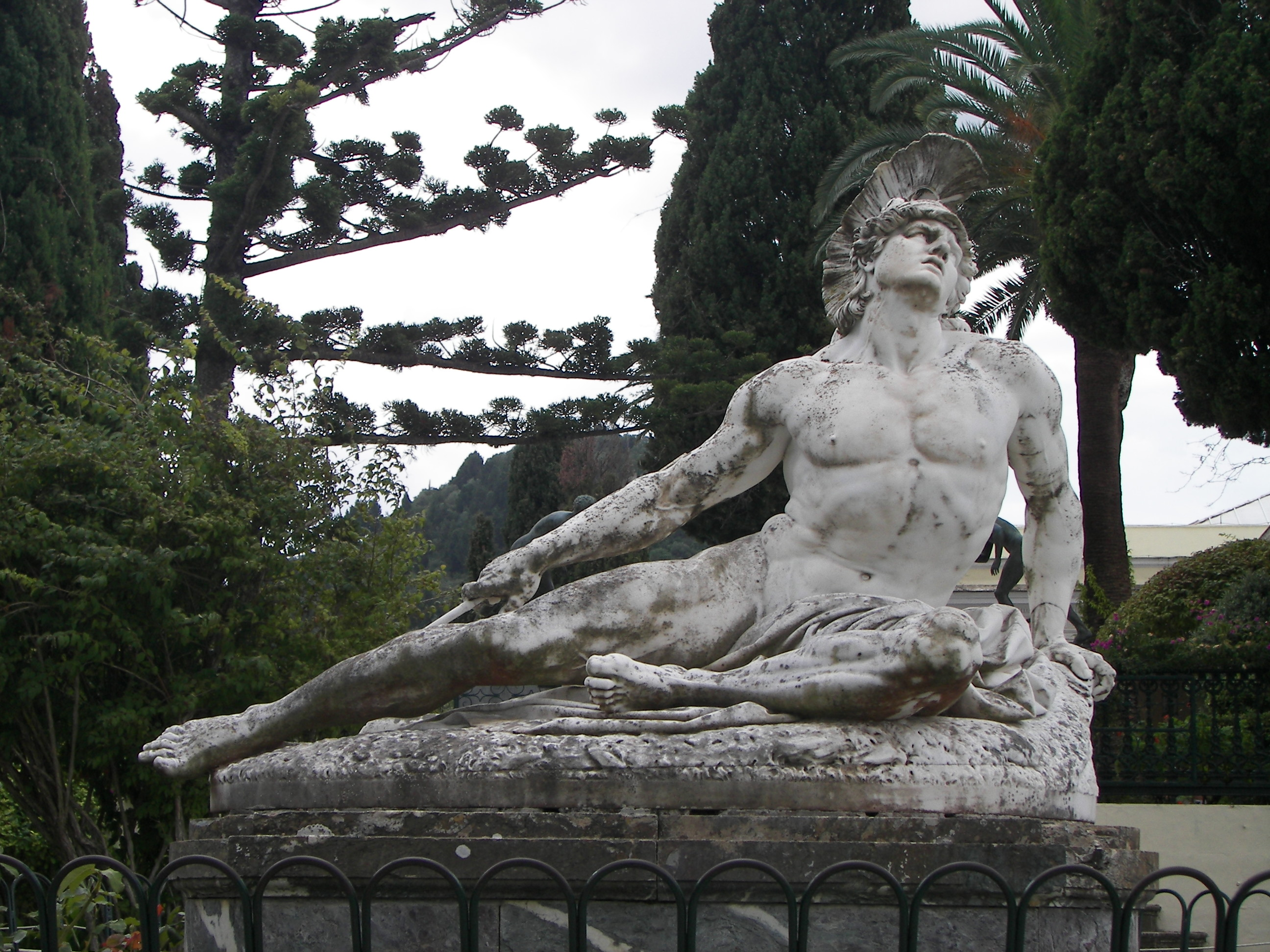
L’Achille blessé d'Ernst Herter est l'emblème de l’Achilleion.
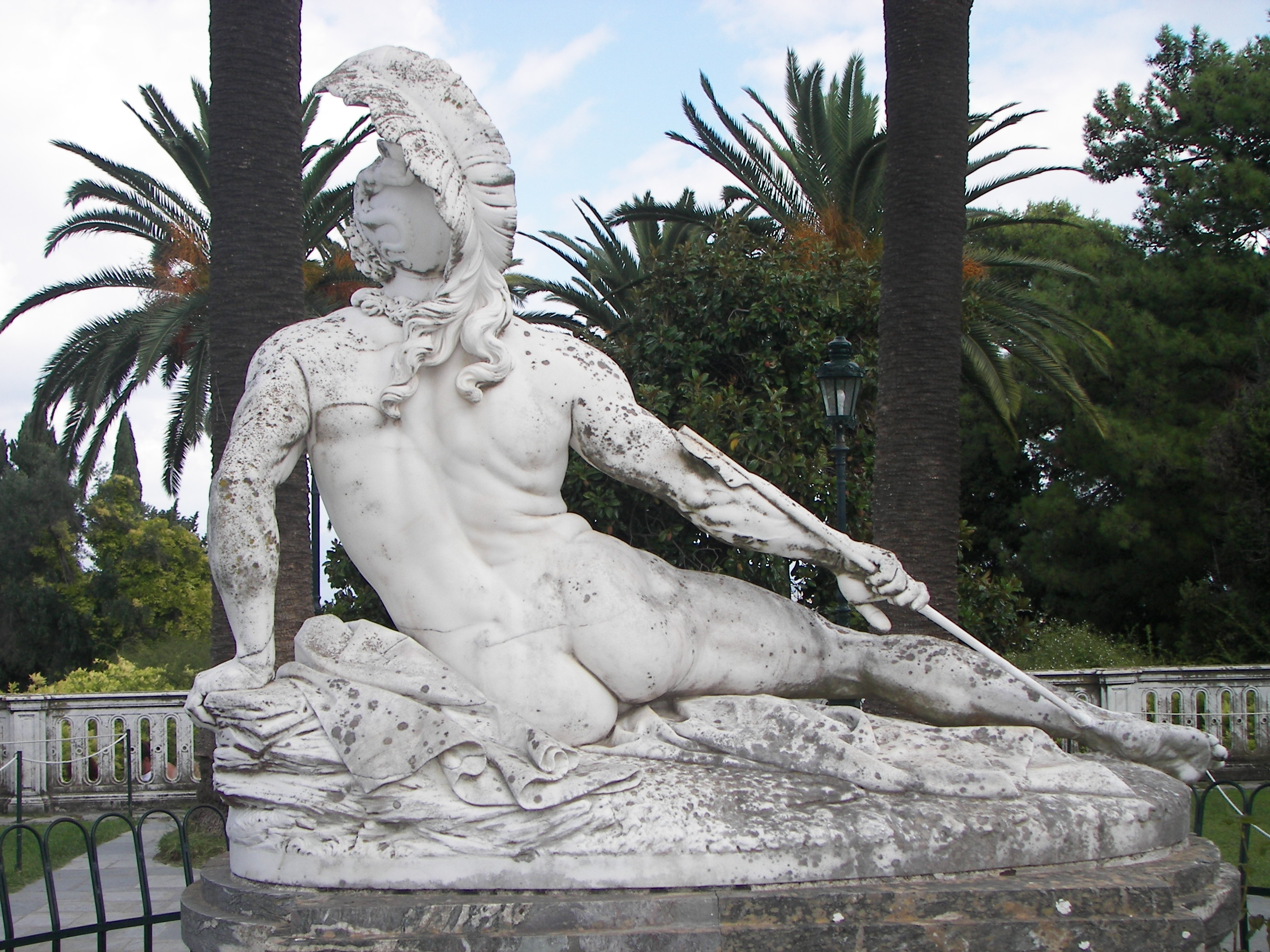
L'Achille blessé d'Herter vu de dos.
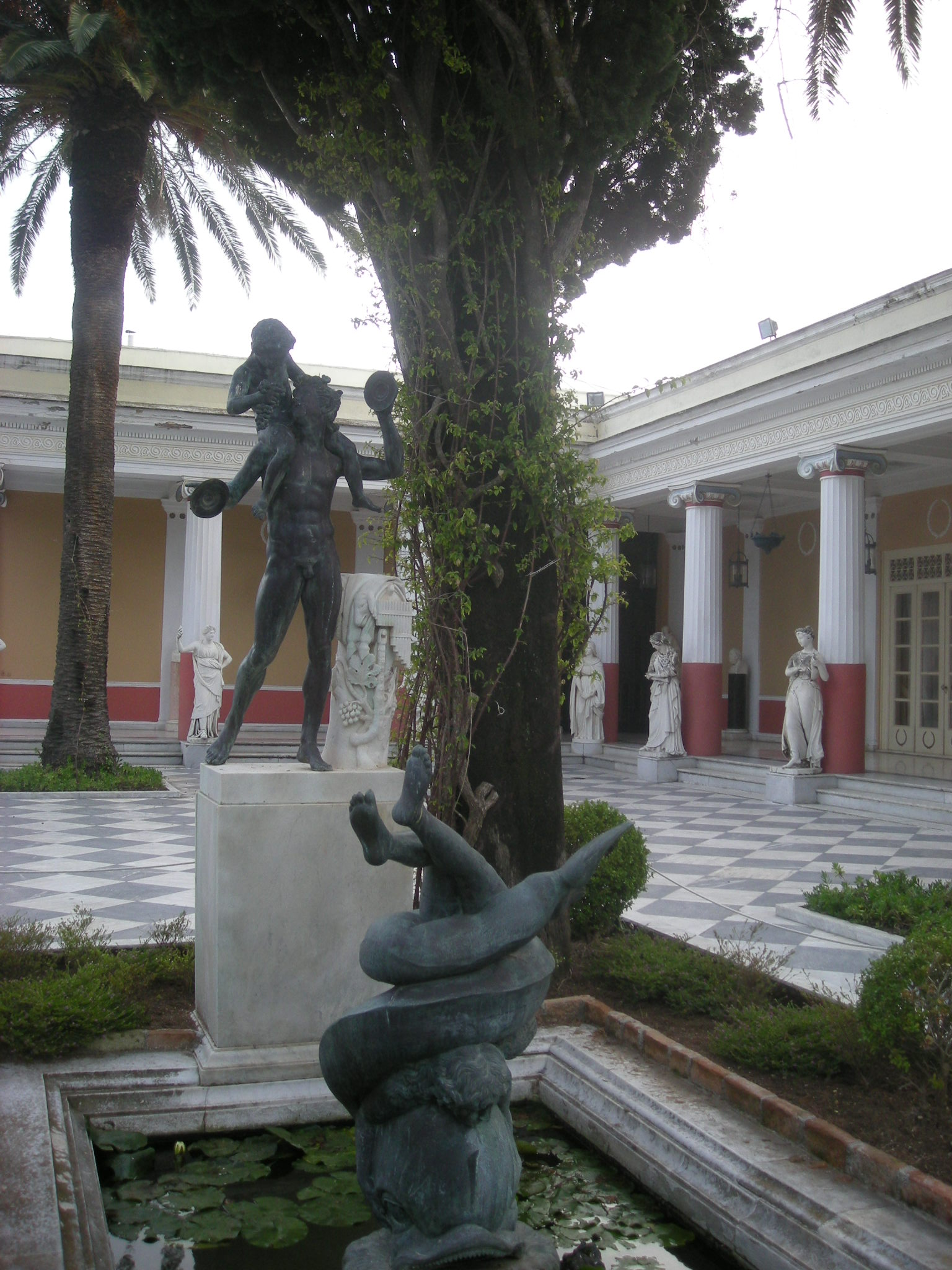
La fontaine du Jardin des Muses et le Musicien aux cymbales.
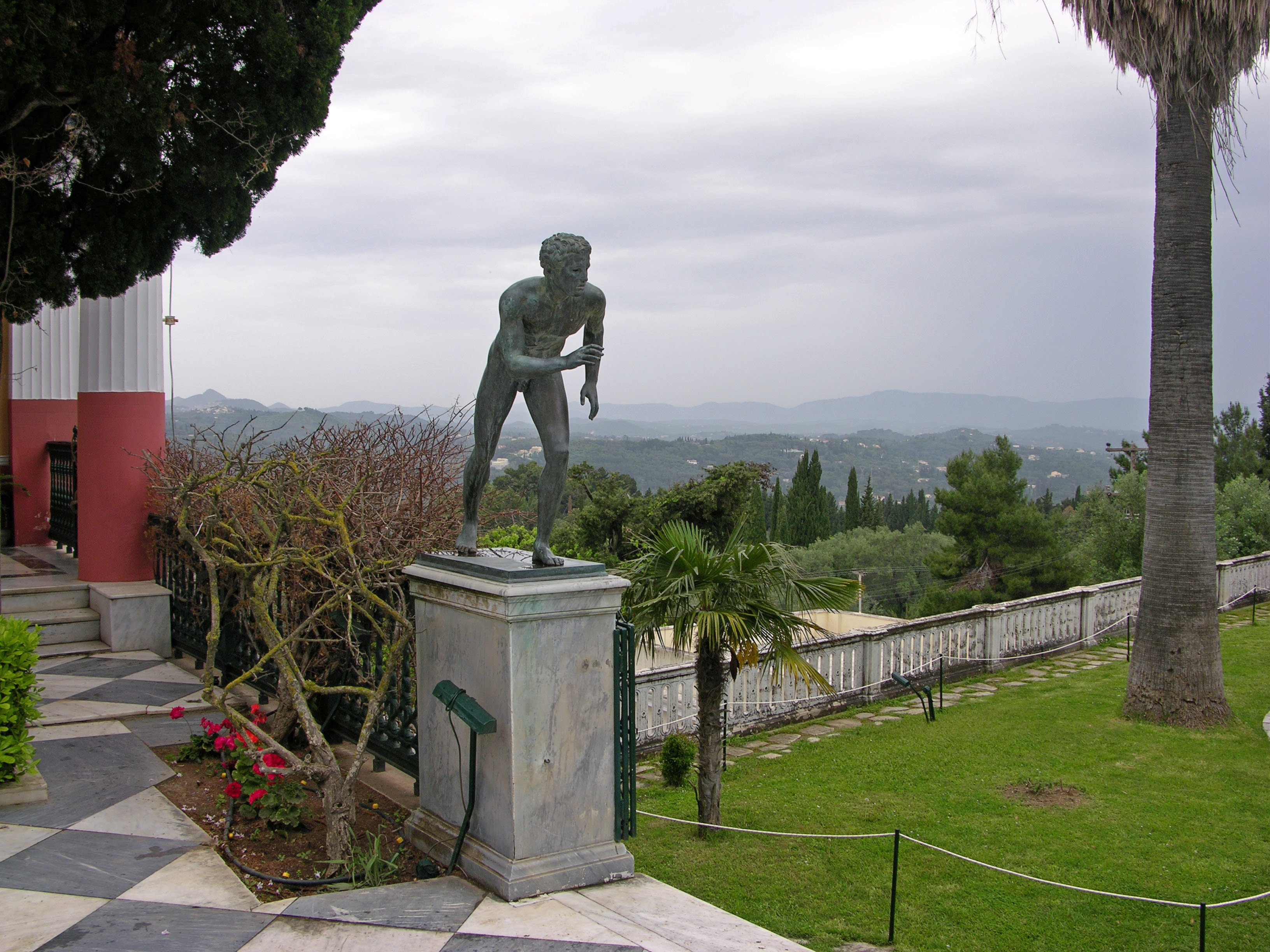
Jardins de l'Achilleion et statue de l'un des Assaillants.
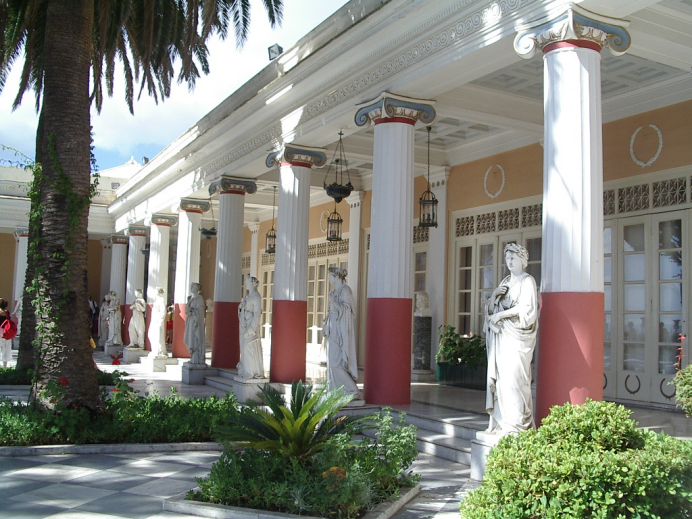
Statues et colonnades du Péristyle des Muses.
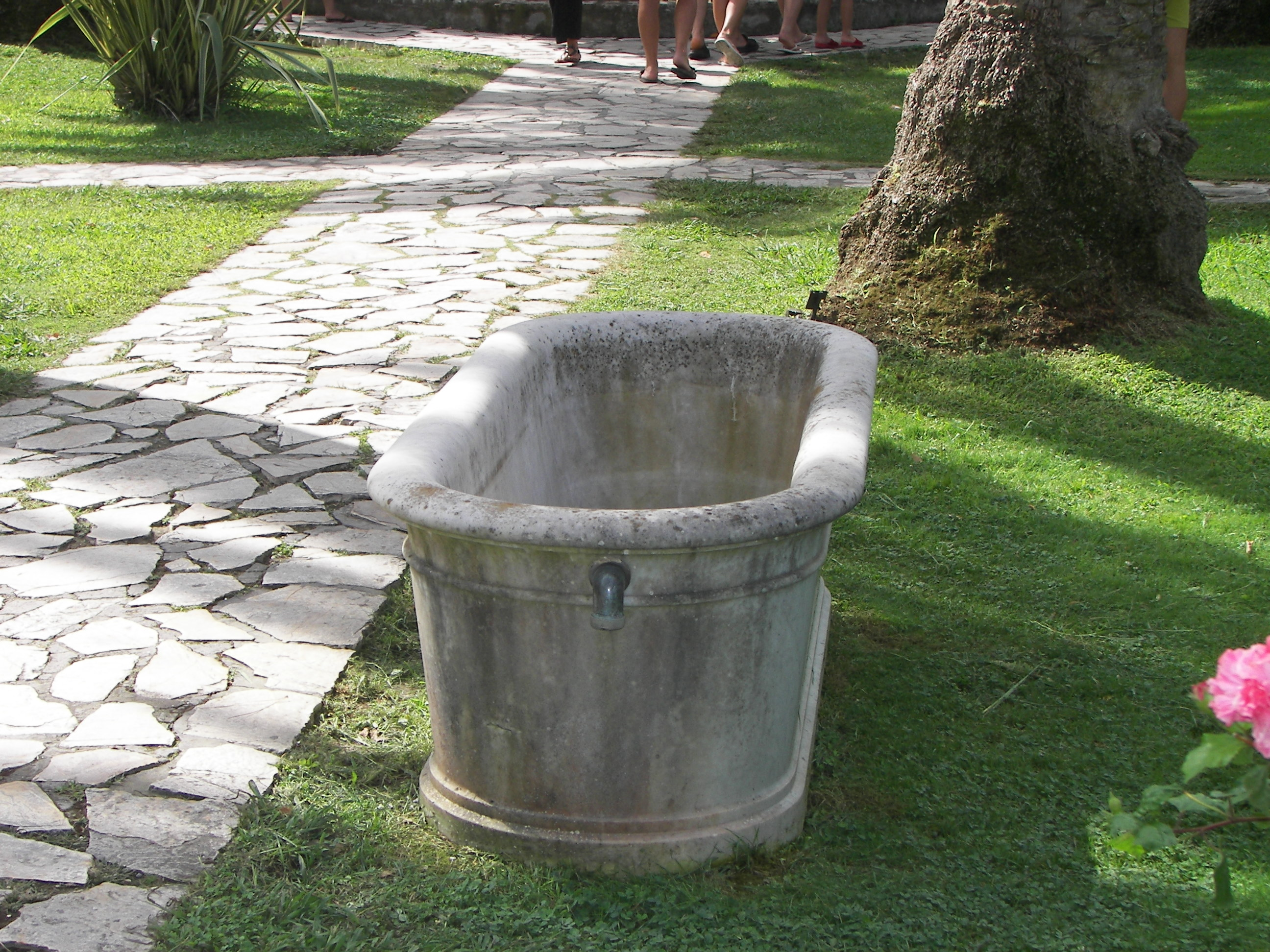
La baignoire ayant appartenu à Sissi se trouve aujourd'hui dans les jardins.
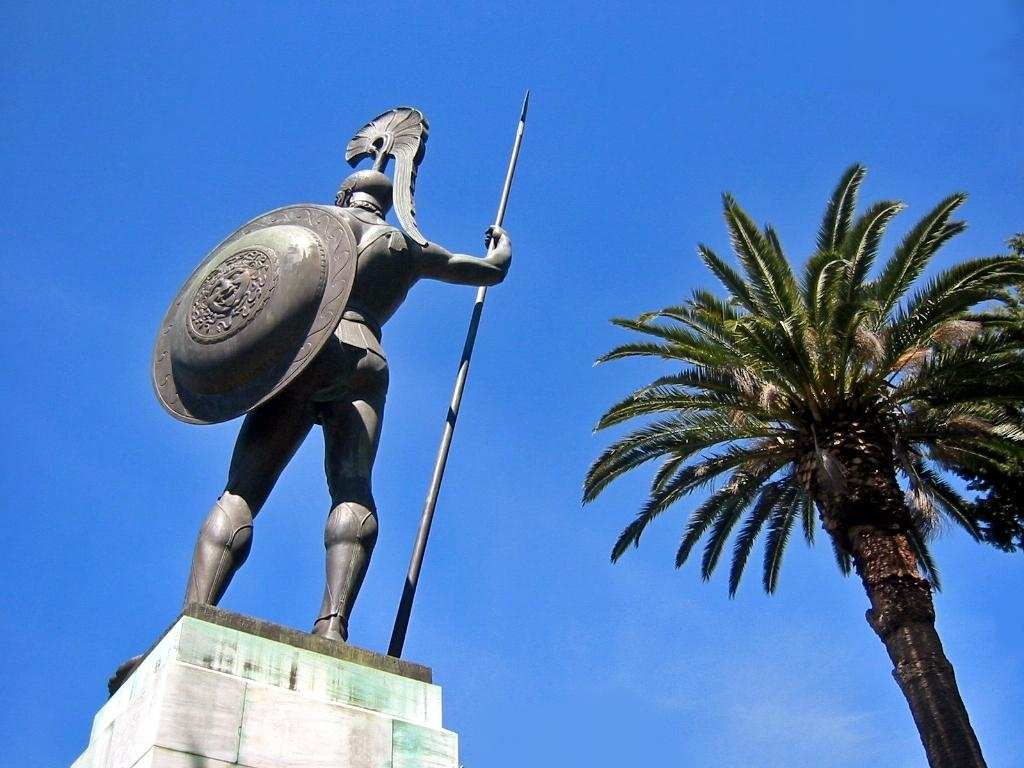
L'Achille triomphant est vêtu d'une tenue de hoplite.
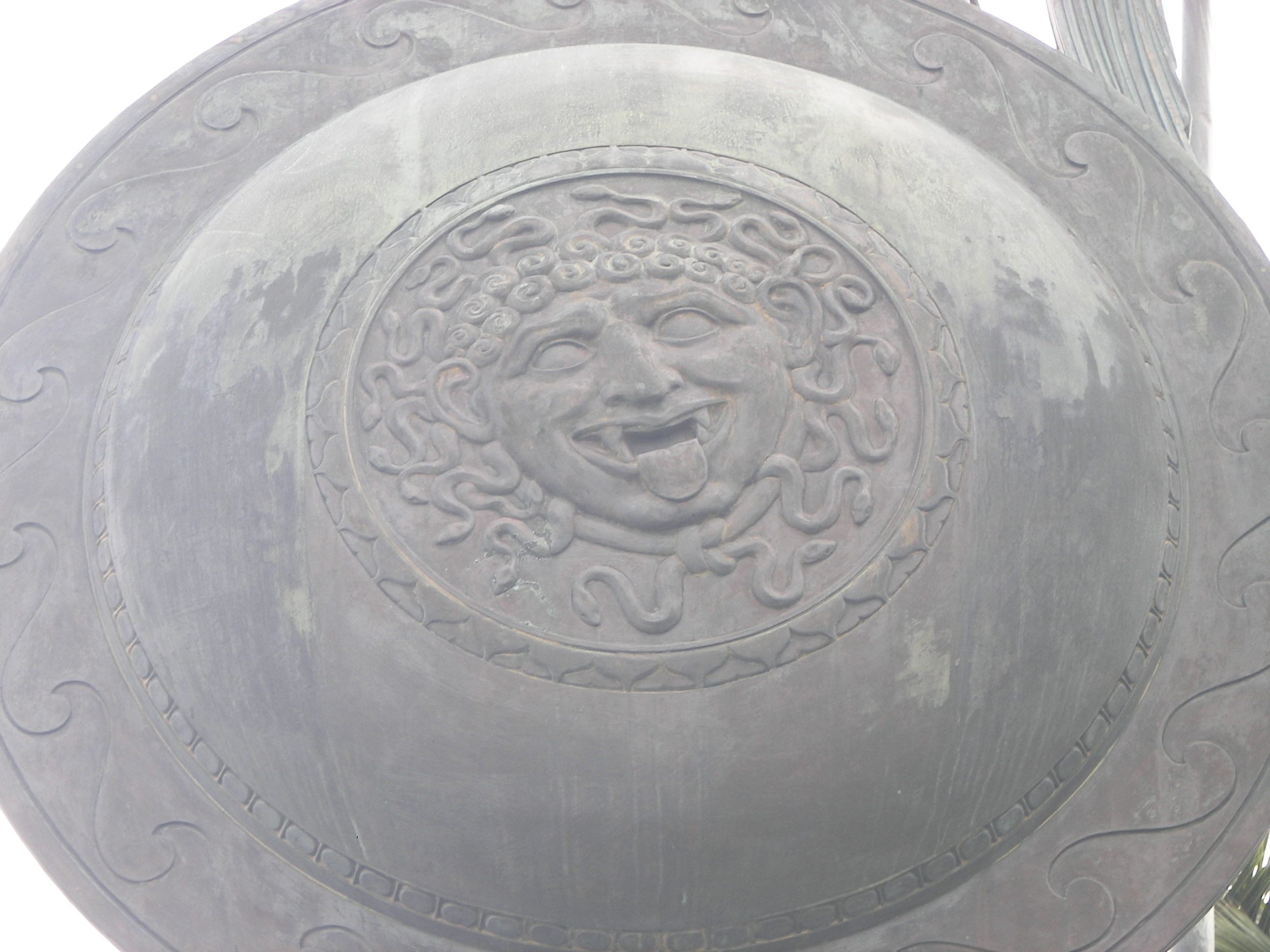
Détail du bouclier de l'Achille triomphant. On peut y voir un portrait de Méduse.

### Guides touristiques
- Dominique Auzias et al., « Sur les traces de Sissi à Corfou », dans Îles grecques, Athènes, Le Petit Futé, 2007 (ISBN 978-2-7469-1792-7), p. 480-481.
- David Brabis, Grèce continentale, Îles Ioniennes, Michelin Éditions, 2007 (ISBN 978-2-06-712283-3), p. 362.
- Eva Cantavenera et al., Grèce, Le Guide Vert, Michelin Éditions, 2007 (ISBN 978-2-06-712183-6), p. 530-531.

### Histoire et architecture du palais
- Jeremy Barton et Marc Walter, « Histoire d’un lieu : l’Achilleion de Corfou », Connaissance des arts, no 621,‎ novembre 2004, p. 114-119.
- Jean des Cars et Jérôme da Cunha, « Les mirages de Corfou », dans Sur les pas de Sissi, Paris, Perrin, 1998 (ISBN 978-2-262-01463-6), p. 85-89.
- (de) Constantin Christomanos, Das Achilles-Schloss auf Corfu, Vienne, C. Gerold's Sohn, 1896.
- (en) Stefan Haderer, « A Fairytale Palace on Corfu: I- The Achilleion and Empress Elisabeth of Austria », Royalty Digest Quaterly, vol. 4,‎ 2018 (ISSN 1653-5219).
- (en) Stefan Haderer, « A Fairytale Palace on Corfu: II- The Achilleion and German Emperor Wilhelm II », Royalty Digest Quaterly, vol. 1,‎ 2019 (ISSN 1653-5219).
- Jérôme Coignard et Marc Walter, Palais romantiques des dernières cours d’Europe, Gallimard, 2003 (ISBN 978-2-07-011731-4).

### Ouvrages à caractère biographique
- Christian Baechler, Guillaume II d'Allemagne, Paris, Fayard, 2003 (ISBN 978-2-213-61557-8).
- Marc Blancpain, Guillaume II : 1859-1941, Paris, Perrin, 1998 (ISBN 978-2-262-01466-7).
- Jean des Cars, Sissi ou la fatalité, Paris, Perrin, 2003 (ISBN 978-2-262-02068-2).
- (en) Lamar Cecil, Wilhelm II : Emperor and exile, 1900-1941, vol. II, The University of North Carolina Press, 1996 (ISBN 978-0-8078-2283-8).
- (en) Stefan Haderer, Under the Spell of a Myth : Empress Sisi in Greece, Independently published, 2022 (ISBN 979-8844219504).
- (en) John Van der Kiste, Kings of the Hellenes : The Greek Kings, 1863-1974, Sutton Publishing, 1994 (ISBN 978-0-7509-2147-3).

### Bases de données et dictionnaires

Panneau touristique dans les jardins de l’Achilleion.

- (en) Site officiel
- Notice dans un dictionnaire ou une encyclopédie généraliste :   - Enciclopedia De Agostini
- Notices d'autorité :   - VIAF
  - LCCN
  - GND
  - WorldCat

### Sites touristiques
- « Achilleion », sur Corfou, l'île des Phaéaciens - Guide évasion (consulté le 6 mai 2017).
- (en) « Achilleion Corfu », sur Travel Guide about Sidari (consulté le 6 mai 2017).

### Autres liens externes
- Site du roman Opération Akhilleus de Rachel Fleurotte et de Franck Jeannot
- (en + el) Site consacré à l'Achilleion
- Articles de Robert Vaucher pour L'Illustration no 3807 du 19 février 1916 faisant référence à l’occupation française de Corfou et à la prise de l’Achilleion pendant la Première Guerre mondiale sur le site The Great War in a Different Light.
- (de) « Das „Achilleion“ auf Korfu » sur le site de la Maison de Hohenzollern.